# Moderne (Architektur)

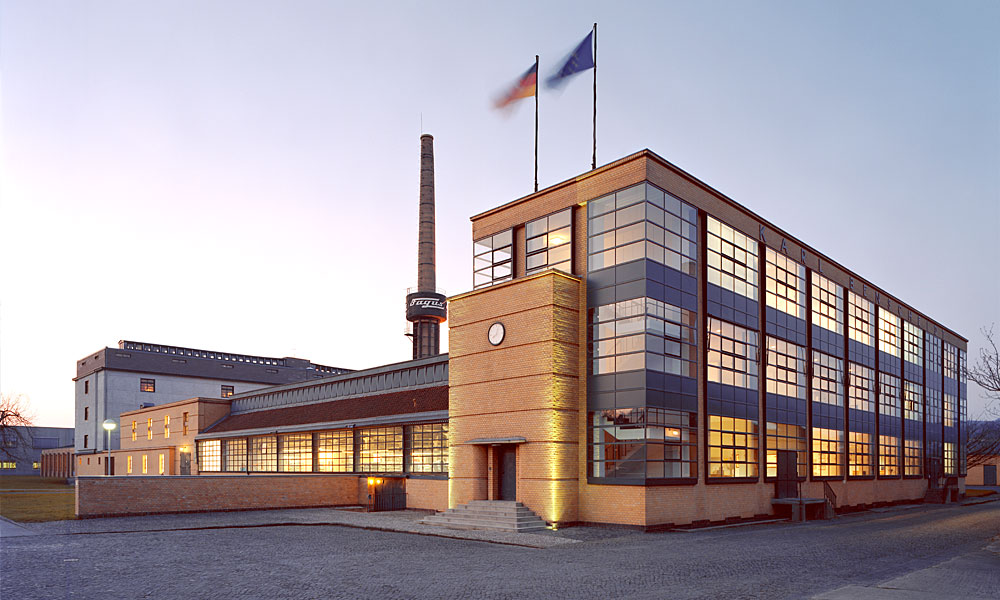
Das 1911 vollendete Fagus-Werk in Alfeld (Niedersachsen) gilt als eines der ersten Bauwerke der Moderne.

Moderne bezeichnet in der Geschichte der Architektur eine nicht allgemein abzugrenzende Architekturepoche. In der Regel bezeichnet der Begriff die den Historismus ablösende Architektur, dessen Konsolidierung in die Zeit zwischen den Weltkriegen fällt. Im weiteren Sinne sind damit die Tendenzen seit der Revolutionsarchitektur und dem Klassizismus in der Zeit um 1800 gemeint, wie auch die jeweils jüngsten und zeitgenössischen Strömungen, weshalb nur im jeweiligen Kontext erkennbar wird, welcher Begriff gemeint ist. So werden auch die Postmoderne oder der heutige Neohistorismus als modern bezeichnet. In diesem Sinne werden zeitgenössische Architektur und „Moderne“ häufig synonym verwendet als Ausdruck der Gegenwart, ohne damit konkrete Architekturstile zu meinen.
Heute geht man allgemein davon aus, dass sich Ansätze modernistischer Architektur mit der Arts-and-Crafts-Bewegung und der Reformarchitektur in Großbritannien gegen Mitte des 19. Jahrhunderts und durch Jugendstil, Modernisme und Art déco zur Jahrhundertwende europaweit vorbereiteten und im Deutschen Werkbund erste Theorien entwickelt und Experimente durchgeführt wurden. Die Entwicklung der Moderne steht in einem engen Zusammenhang mit der Auseinandersetzung mit Fragen der industriellen Massenproduktion. Der eigentliche Modernismus begann dann nach dem Ersten Weltkrieg 1918 und schließt verschiedene Strömungen ein, die sich oft nicht eindeutig voneinander abgrenzen lassen: Neues Bauen, De Stijl, Expressionismus, Bauhaus, Neue Sachlichkeit, Rationalismus, Internationaler Stil, Konstruktivismus, Funktionalismus.
Veränderungen nach dem Ende des Zweiten Weltkriegs brachten eine Reihe von neuen Strömungen und gestalterischen Haltungen hinzu, die unscharf unter dem Begriff Nachkriegsmoderne summiert werden, innerhalb derer sich etwa der Brutalismus und der Strukturalismus abgrenzen lassen. Städtebauliche Merkmale vieler Werke dieser Epochen ist die Ausführung als Solitärbauten oder gleichförmige Gebäudegruppen, im Wohnungsbau auch als aufgelockerte Siedlungen, im Gegensatz zur zuvor üblichen geschlossenen Bauweise (häufig Blockrandbebauung).
Mit Postmoderne und Dekonstruktivismus, Organischer Architektur und anderen Strömungen wie dem New Urbanism findet ab den 1960er und 1970er Jahren eine Abwendung von der Formensprache modernistischer Strömungen statt, wobei umstritten ist ob es sich hierbei um Strömungen der Moderne oder deren Überwindung handelt.

## Prinzipien

### Allgemeine ästhetische und architektonische Grundsätze

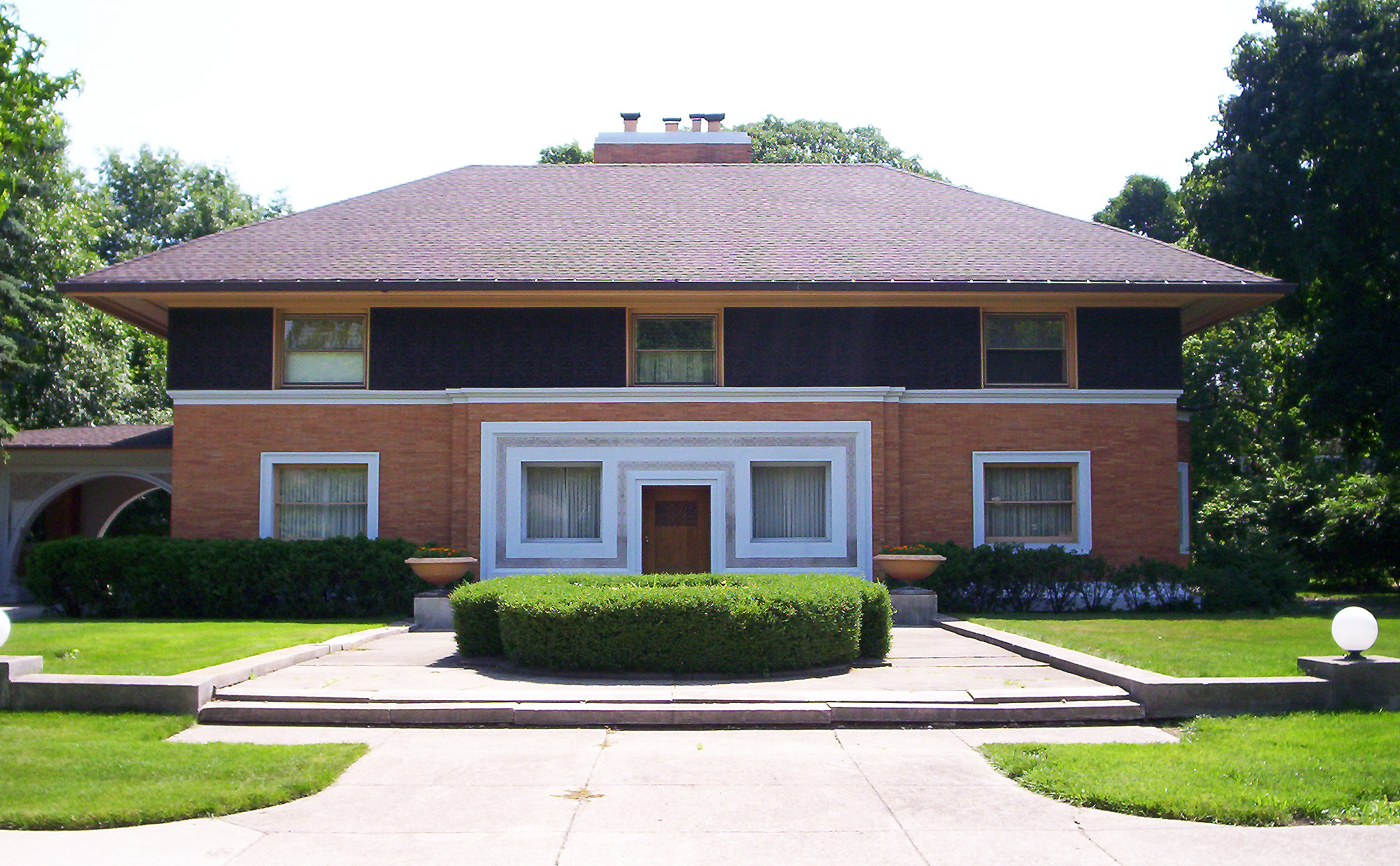
Frank Lloyd Wright: William H. Winslow House (1893)

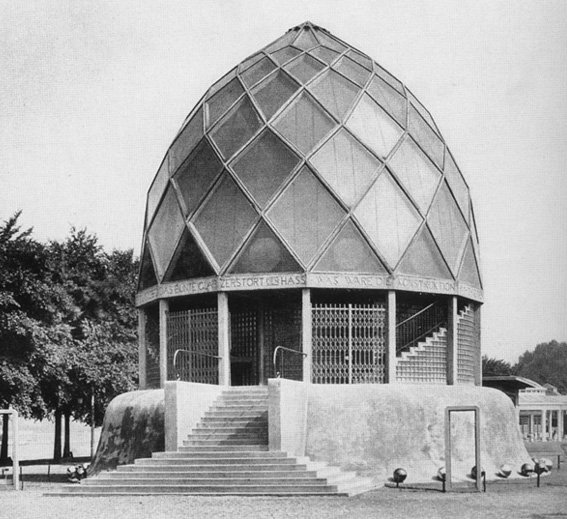
Gläserne Kette: Bruno Taut Glaspavillon (1914)

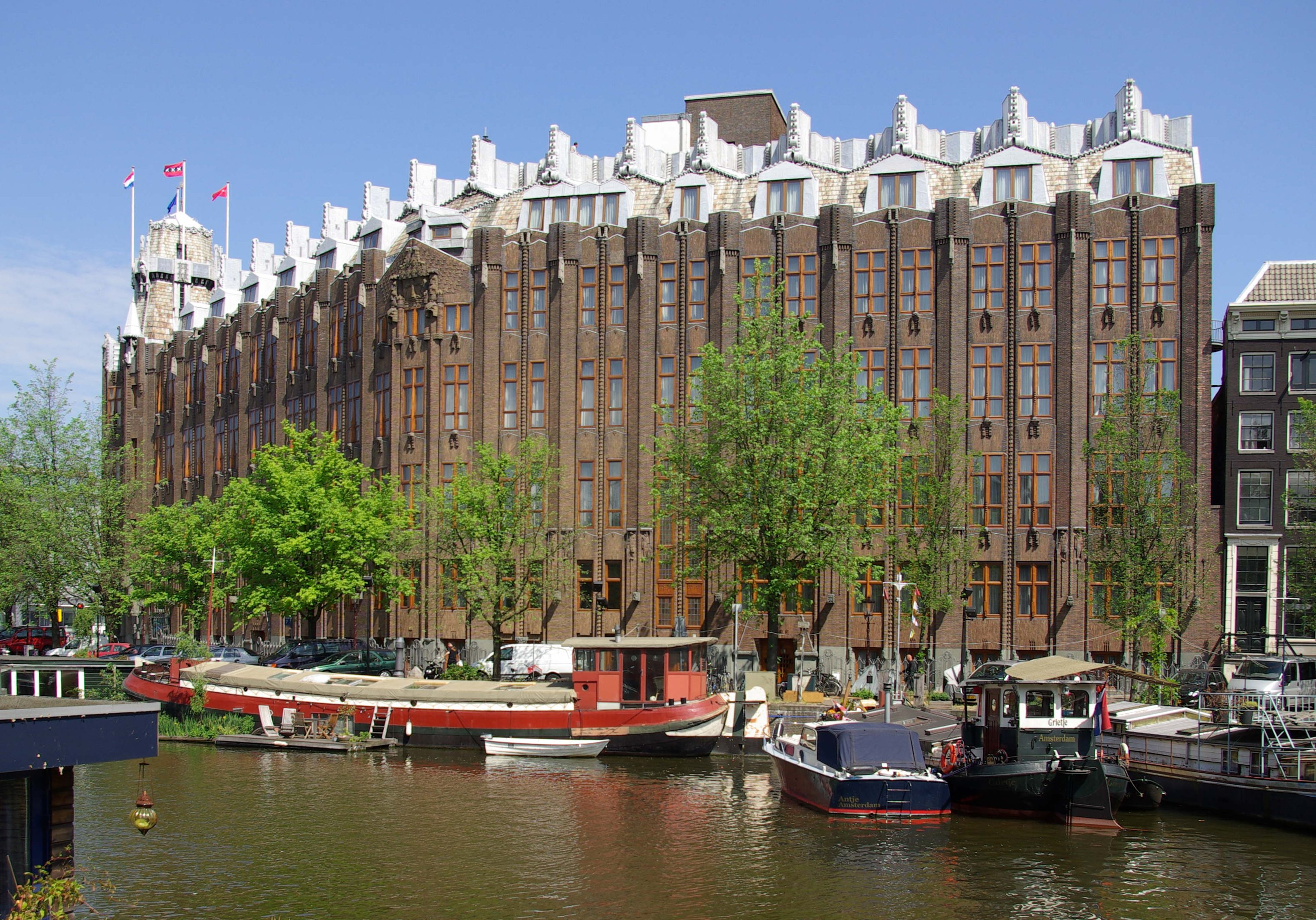
Johan van der Mey, Michel de Klerk, Piet Kramer: Scheepvaarthuis (1916), Amsterdam

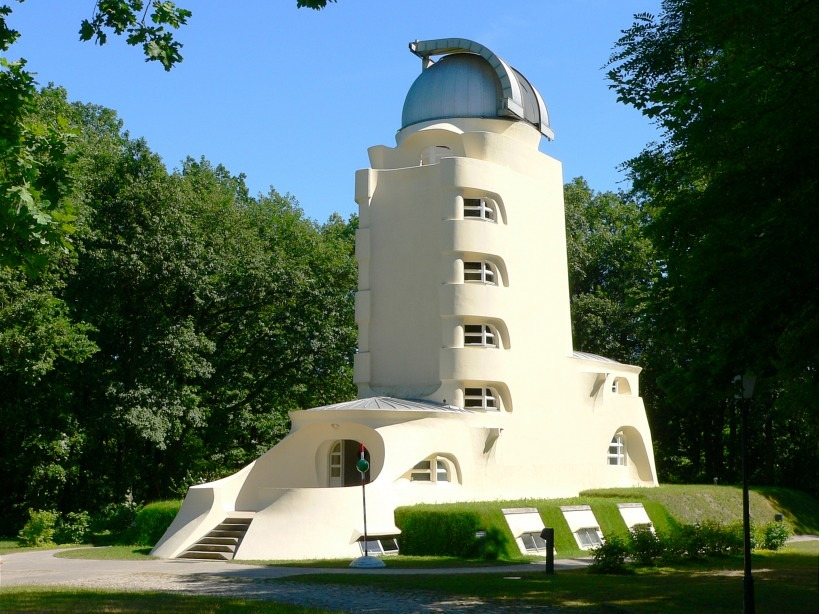
Erich Mendelsohn: Einsteinturm in Potsdam (1919–1922)

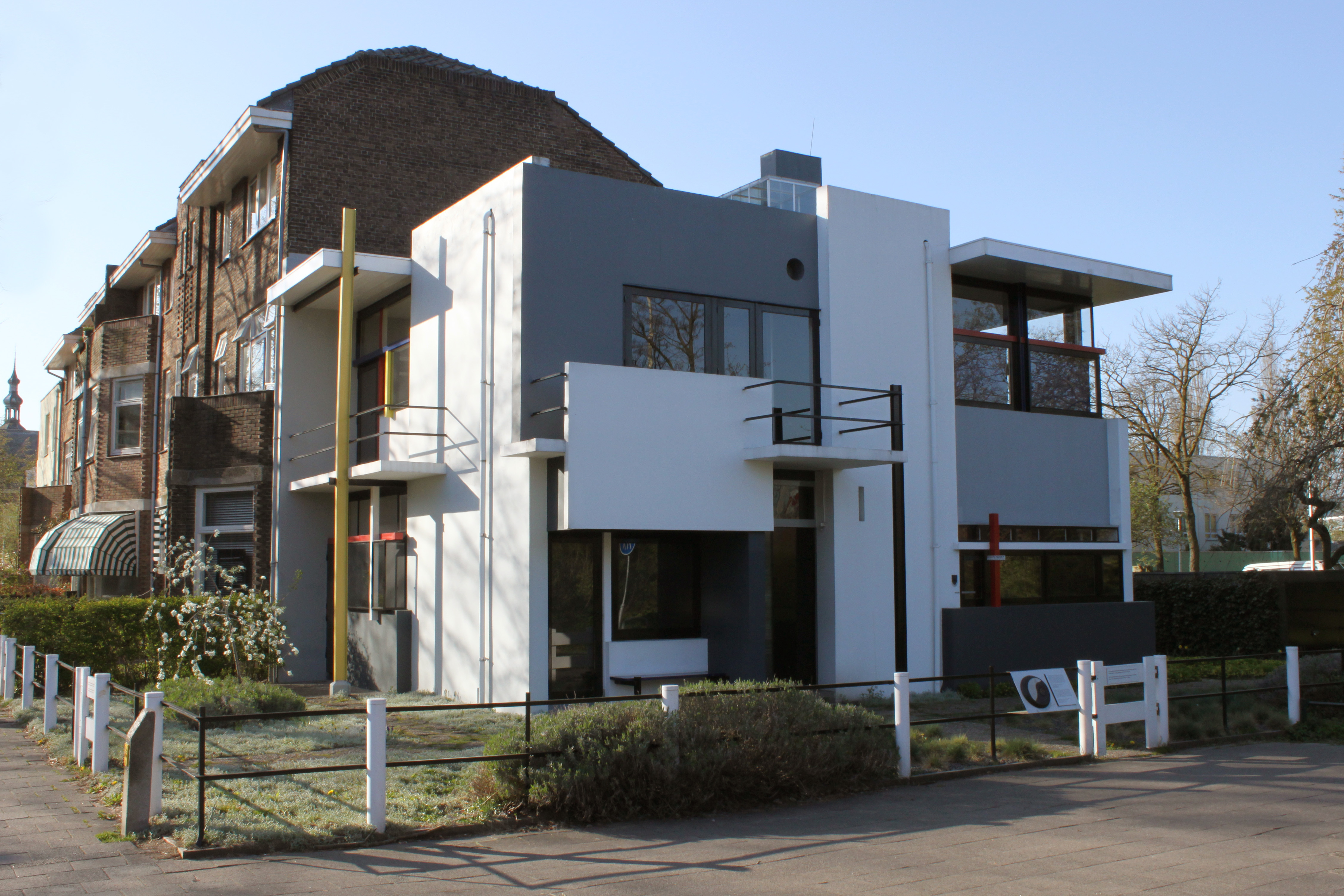
Rietveld-Schröder-Haus (1924), Utrecht

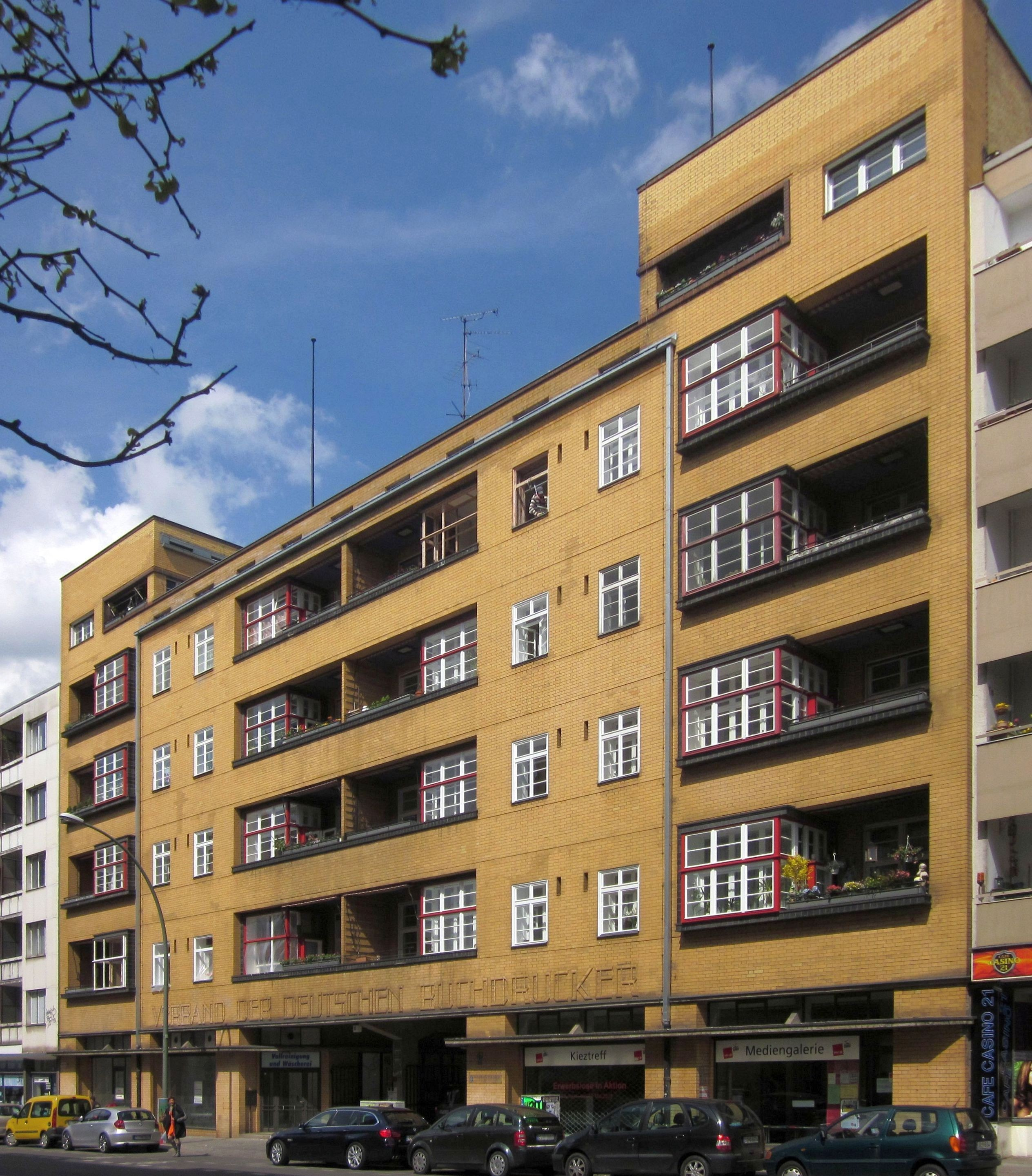
Übergang zur Neuen Sachlichkeit: Max Taut: Verbandshaus der Buchdrucker, Berlin (1924–1926)

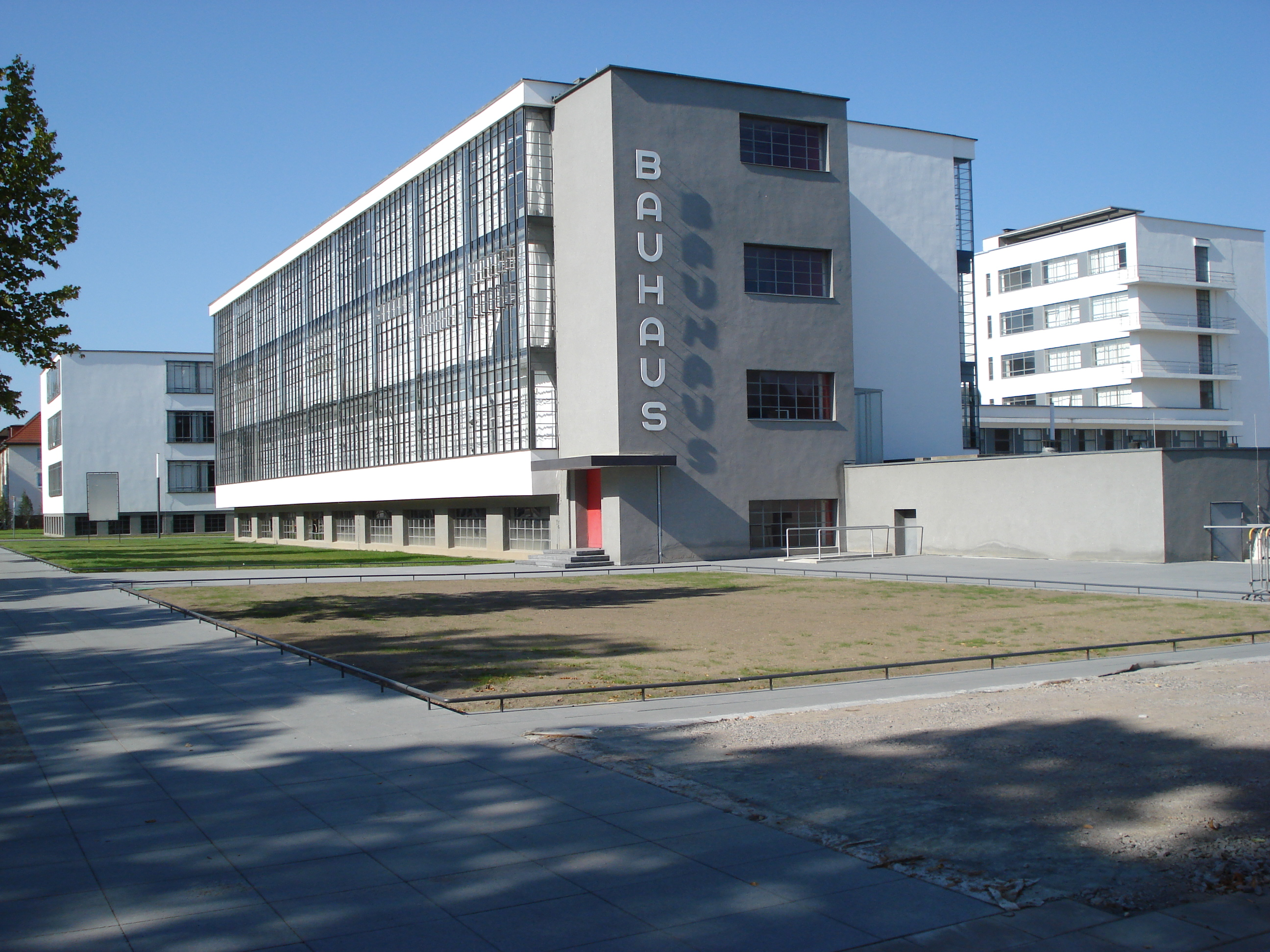
Rekonstruiertes Bauhaus in Dessau (Walter Gropius, 1926)

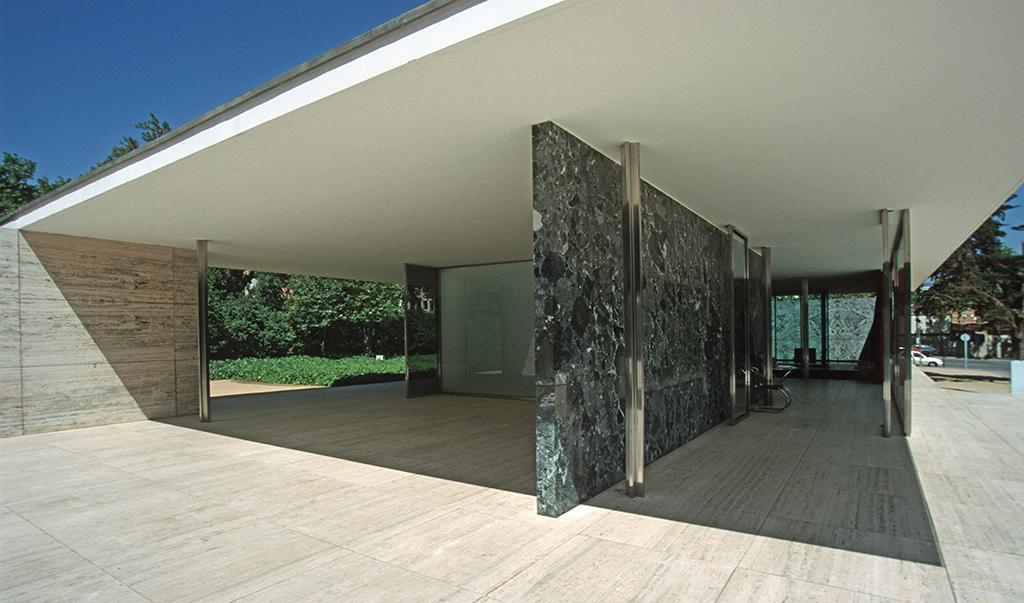
Ludwig Mies van der Rohe: Barcelona-Pavillon (1929), Barcelona

Le Corbusier: Villa Savoye (1928–31), Poissy

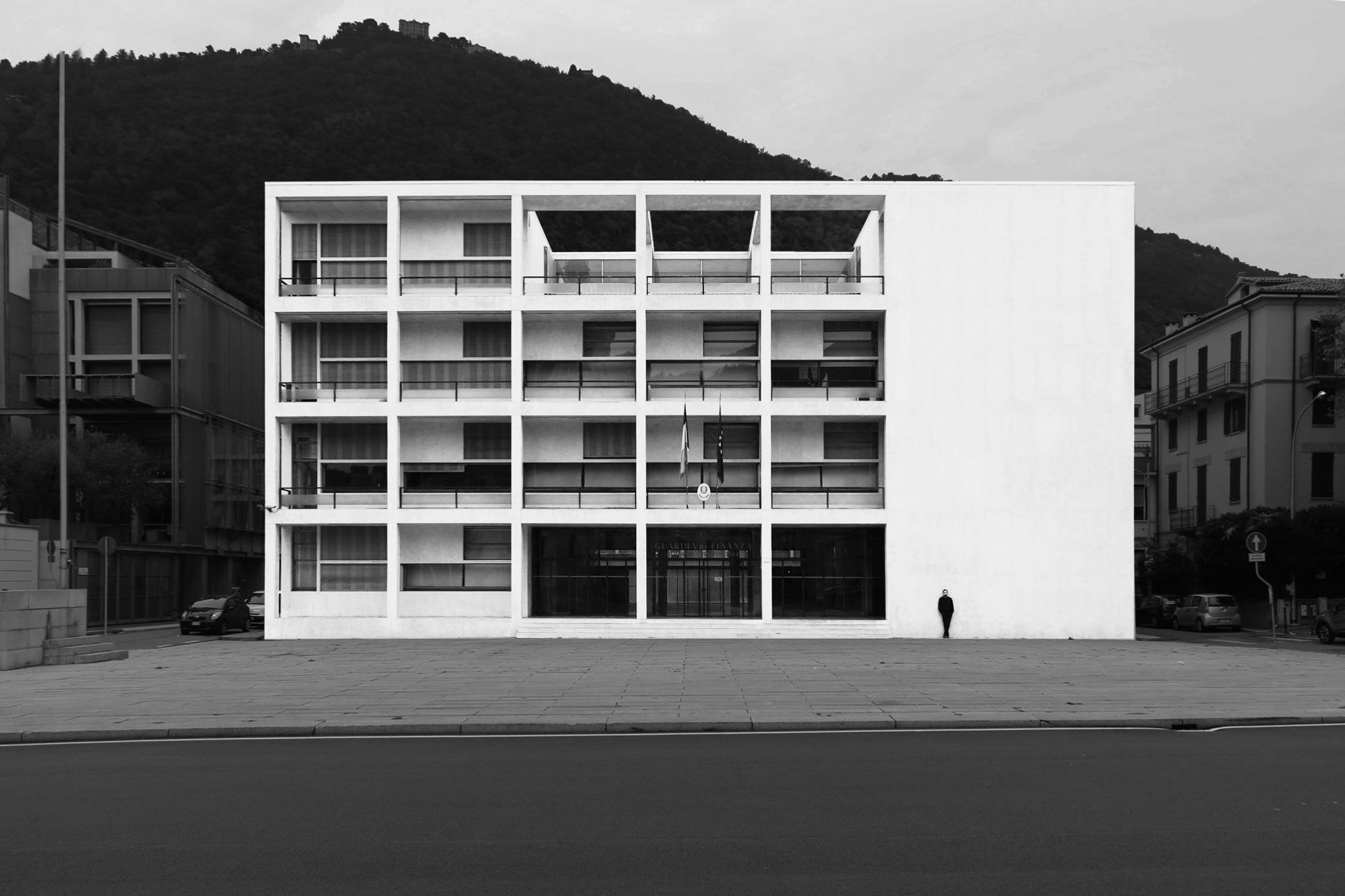
Giuseppe Terragni: Casa del Fascio (1932–36), Como. Als lokaler Sitz der Nationalen Faschistischen Partei Mussolinis gebaut.

Le Corbusier: Notre-Dame-du-Haut (1950–1955), Ronchamp

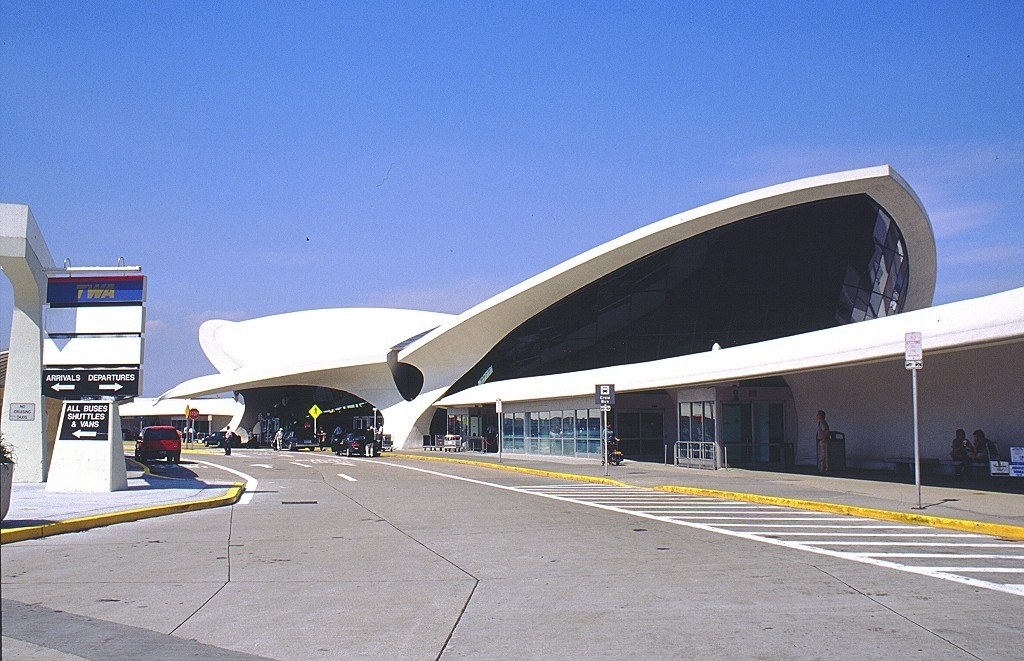
Eero Saarinen: TWA-Terminal, New York (1956–1962)

Die technische, Anfang des 20. Jahrhunderts neue Grundlage für die Architektur der klassischen Moderne ist die oft überwiegende Verwendung der Baumaterialien Stahl, Glas und bewehrtem Beton.
Das Programm der umfangreichen Architekturtheorie lässt sich (verkürzt) in drei pointierten Leitsätzen zusammenfassen: Form follows function (Louis Sullivan), Less is more (Ludwig Mies van der Rohe) und die Aussage einer schon 1908 von Adolf Loos verfassten Polemik Ornament und Verbrechen. Zum einen soll sich die Gestaltung also erkennbar von der architektonischen Funktion ableiten. Zum anderen ist die Ausgestaltung oft von reduzierter Schlichtheit.

### Organische Stilistik
Die strenge Formgebung führt gelegentlich zu dem Missverständnis, die Klassische Moderne ließe sich auf strikte Orthogonalität reduzieren. Dies gilt zwar z. B. für die Architekten von de Stijl und Bauhaus, andere entwickelten dagegen gerade eine Vorliebe für geschwungene Formen und nutzten dabei die damals neuen Möglichkeiten des Betonbaus. Der expressionistische Stil Erich Mendelsohns ist durchaus der Klassischen Moderne zuzurechnen und verzichtet weitgehend auf die Verwendung des rechten Winkels und die rein funktionalistische Anordnung seiner Zeitgenossen. Dies gilt auch für Frank Lloyd Wright mit seinen Prinzipien der organischen Architektur und spätere Vertreter des Organischen Bauens (z. B. Hans Scharoun) oder den Brasilianer Oscar Niemeyer.

### Ästhetische Gegensätze
Obwohl die Architektur der Klassischen Moderne auf bestimmten gemeinsamen Prinzipien basiert, ist sie doch kein klar definierter Stil im eigentlichen Sinne, sondern eher eine Epoche. Die Haltung zum rechten Winkel bzw. zur geschwungenen Form bestimmt z. B. unterschiedliche ästhetische Positionen. Auch die Verwendung von vorwiegend Glas und Stahl oder aber von Beton kann zu ganz unterschiedlichen Ergebnissen führen. So war das erklärte Ziel für Mies van der Rohe der Totale Raum: drinnen und draußen sollten ineinander übergehen. Dies erreichte er beispielsweise bei der Berliner Neuen Nationalgalerie durch den völligen Verzicht auf tragende Wände. Stattdessen ist der Raum ausschließlich von Glas begrenzt. Eine andere Tendenz, insbesondere im Brutalismus, setzt dagegen auf massiven Beton – wodurch natürlich eine völlig andere Wirkung erzielt wird.
Die städtebaulichen Leitbilder waren 1933 in der Charta von Athen festgehalten worden und beinhalteten nicht nur die Ablehnung der dichten gründerzeitlichen Stadt, sondern einen radikalen Bruch mit allen städtebaulichen Traditionen. Wesentliche Elemente waren die Entflechtung der städtischen Funktionen, eine offene Bebauung und die autogerechte Stadt.

## Strömungen innerhalb der Moderne
- Expressionismus
- Neues Bauen
- Organisches Bauen
- Neue Sachlichkeit
- Bauhaus
- Funktionalismus
- Konstruktivismus
- Futurismus
- Rationalismus
- De Stijl
- Amsterdamer Schule
- Modernisme Català
- Minimalismus
- Nachkriegsmoderne
- Internationaler Stil
- Strukturalismus
- Brutalismus
- Kritischer Regionalismus
- Heimatschutzarchitektur

## Wichtige Architekten
Die nachfolgend aufgeführten Architekten sind den Ländern zugeordnet, in denen sie hauptsächlich gewirkt haben.
Vereinigte Staaten
- Frank Lloyd Wright (1867–1959)
- Richard Neutra (1892–1970)
- Richard Buckminster Fuller (1895–1983)
- Louis I. Kahn (1901–1974)
- Charles Eames (1907–1978)
- Gordon Bunshaft (1909–1990)
- Gunnar Birkerts (1925–2017)

Deutschland
- Henry van de Velde (1863–1957)
- Peter Behrens (1868–1940)
- Hans Poelzig (1869–1936)
- Bruno Taut (1880–1938)
- Otto Bartning (1883–1959)
- Walter Gropius (1883–1969)
- Ludwig Mies van der Rohe (1886–1969)
- Erich Mendelsohn (1887–1953)
- Wassili Luckhardt (1889–1972)
- Hans Luckhardt (1890–1954)
- Hans Scharoun (1893–1972)
- Richard Döcker (1894–1968)
- Konrad Wachsmann (1901–1980)
- Egon Eiermann (1904–1970)
- Sep Ruf (1908–1982)

Österreich
- Adolf Loos (1870–1933)
- Karl Holey (1879–1955)
- Clemens Holzmeister (1886–1983)
- Margarete Schütte-Lihotzky (1897–2000)
- Roland Rainer (1910–2004)

Frankreich
- Auguste Perret (1874–1954)
- Le Corbusier (1887–1965)

Schweiz
- Otto Rudolf Salvisberg (1882–1940)

Niederlande
- Gerrit Rietveld (1888–1964)
- Jacobus Johannes Pieter Oud (1890–1963)

UdSSR/Russland
- Kurt Liebknecht (1905–1994)

Tschechoslowakei
- Jan Kotěra (1871–1923)
- Bohuslav Fuchs (1895–1972)

Finnland
- Alvar Aalto (1898–1976)

Dänemark
- Arne Jacobsen (1902–1971)

Italien
- Giuseppe Terragni (1904–1943)
- Gualtiero Galmanini (1909–1976)

Brasilien
- Oscar Niemeyer (1907–2012)

## Bedeutende Gebäude
- Looshaus, Wien (Adolf Loos, 1910)

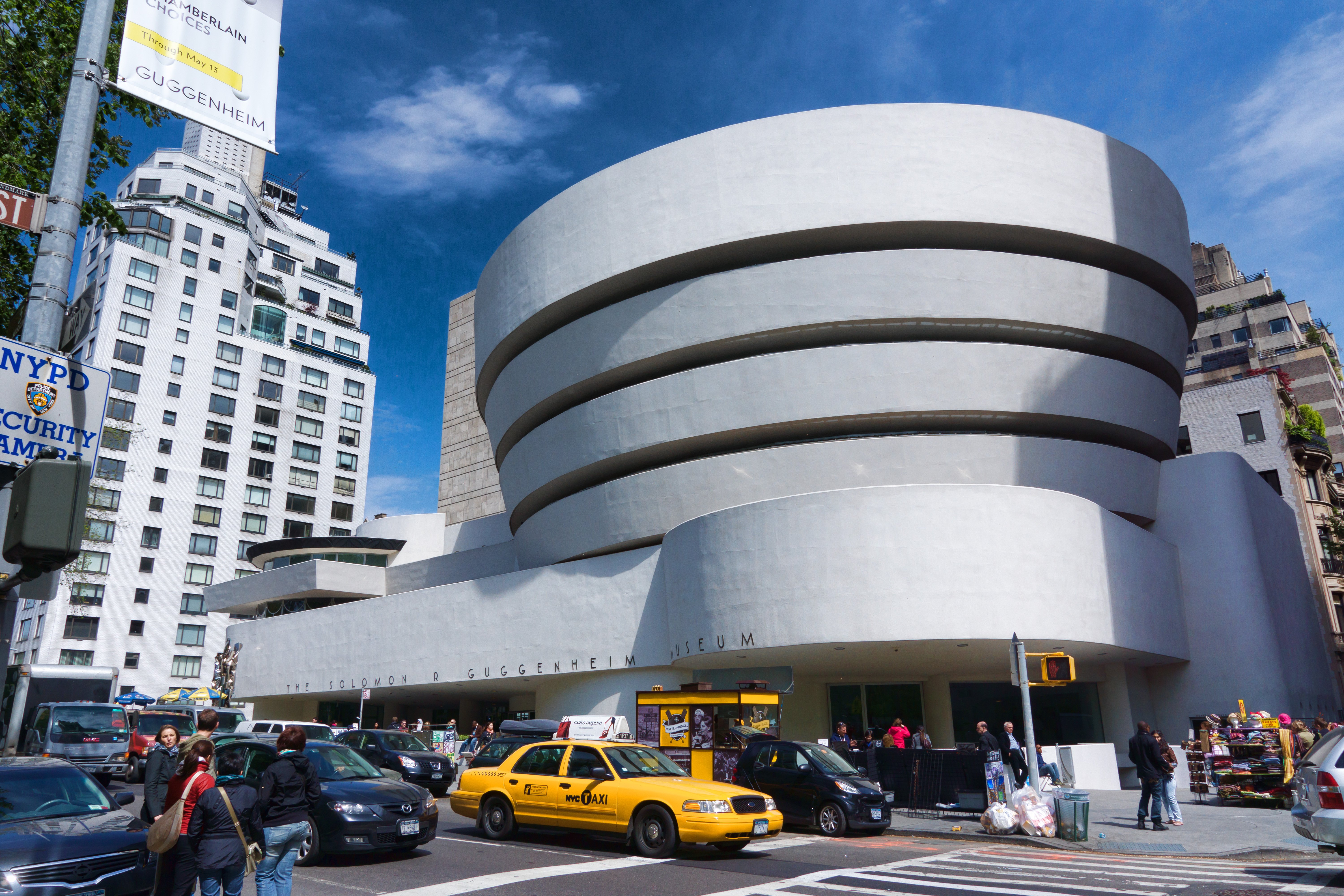
Guggenheim Museum, New York (Frank Lloyd Wright, 1956)

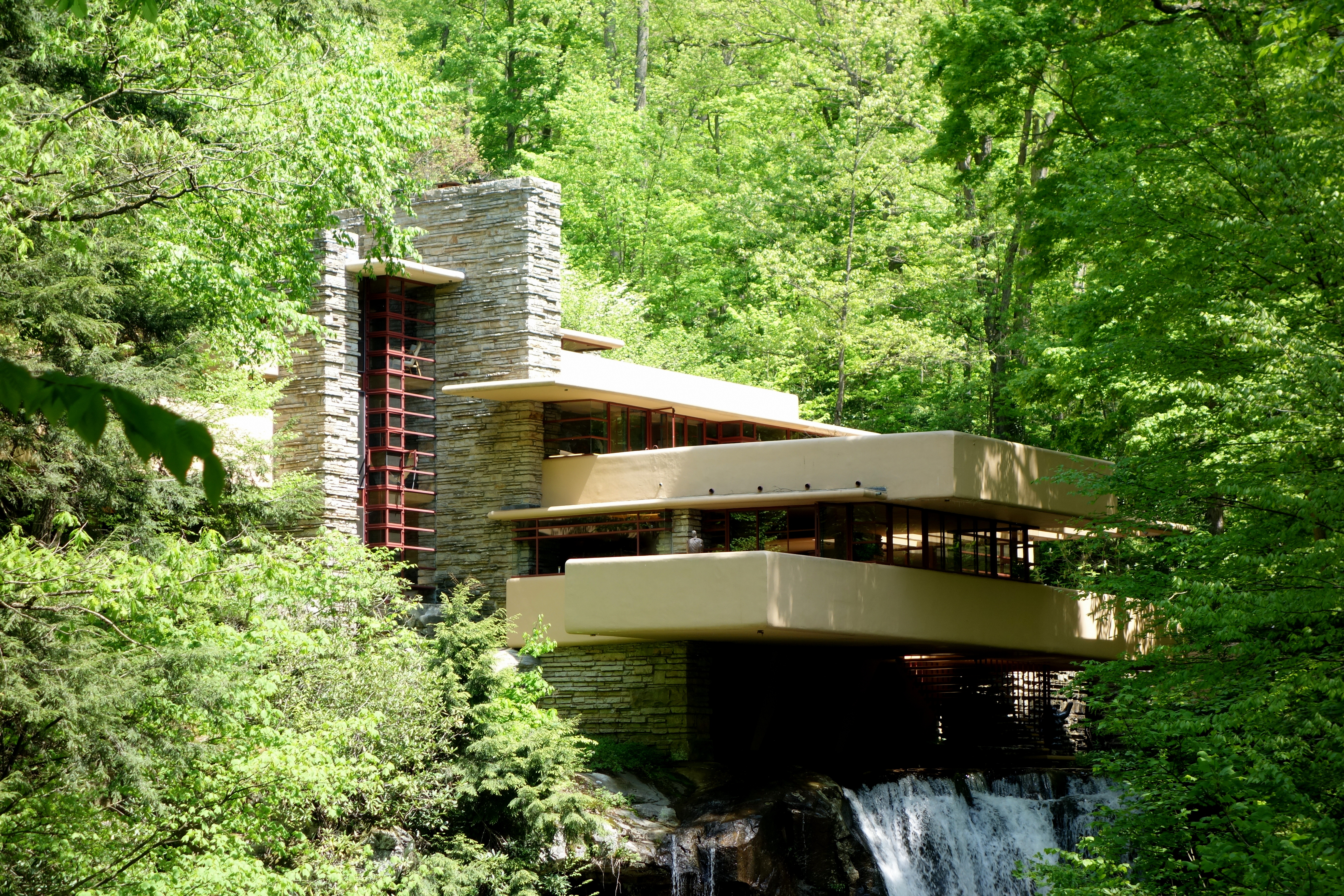
Fallingwater, Bear Run, Pennsylvania (Frank Lloyd Wright, 1935)

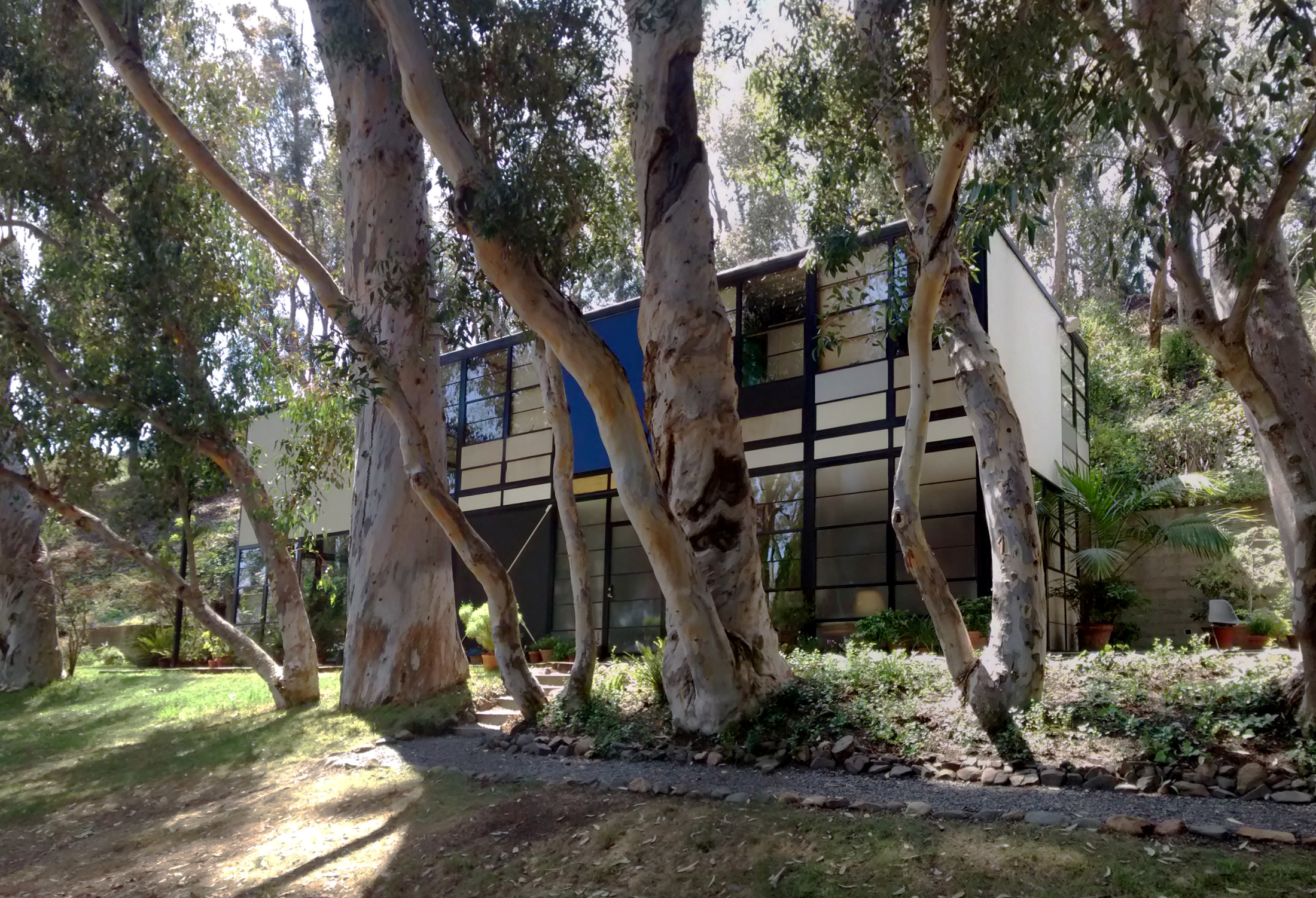
Eames House, Pacific Palisades (Los Angeles) (Charles Eames, 1949)

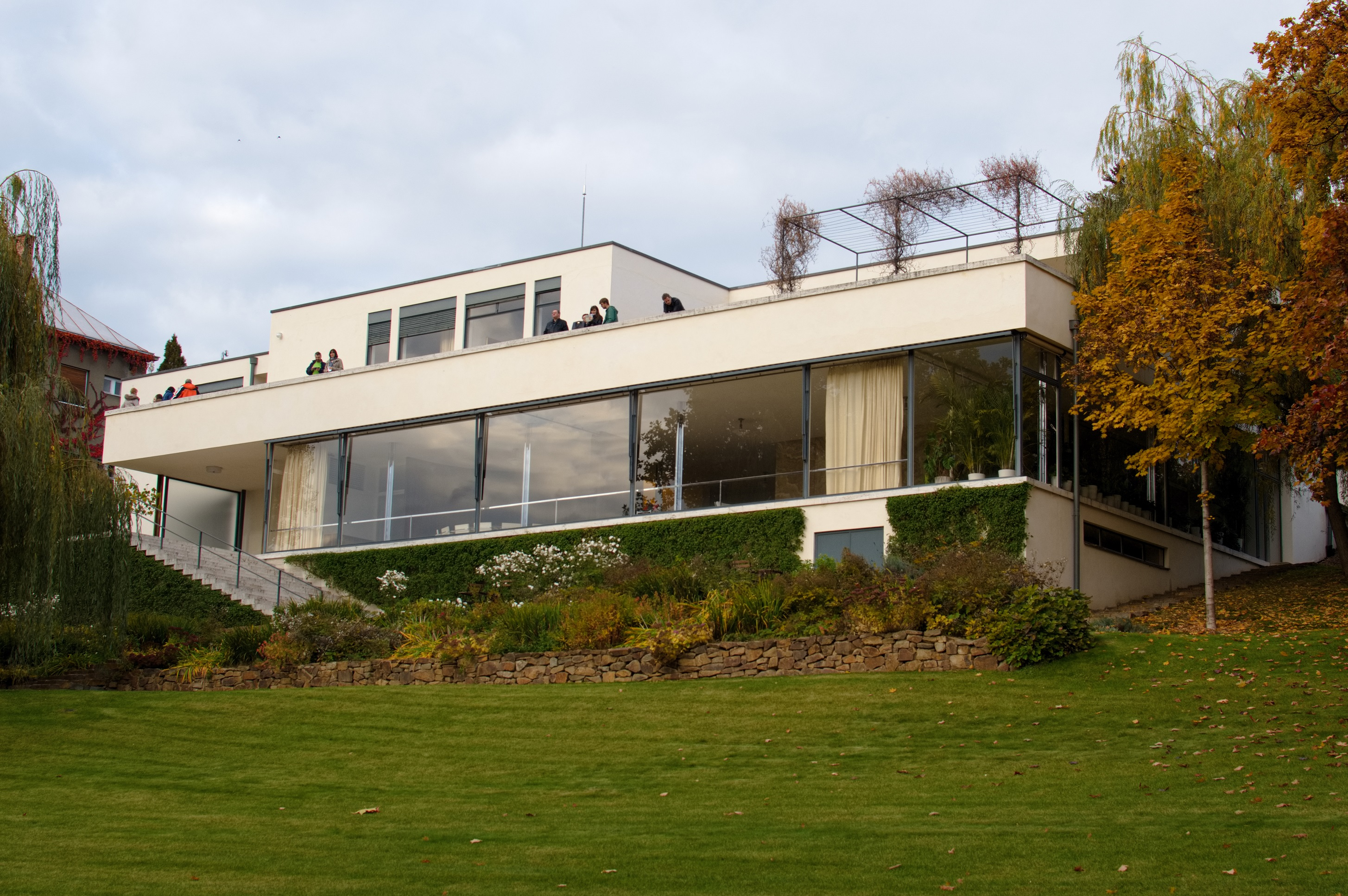
Villa Tugendhat, Brünn (Ludwig Mies van der Rohe, 1929–1930) (Gartenseite in Hanglage, 2015)

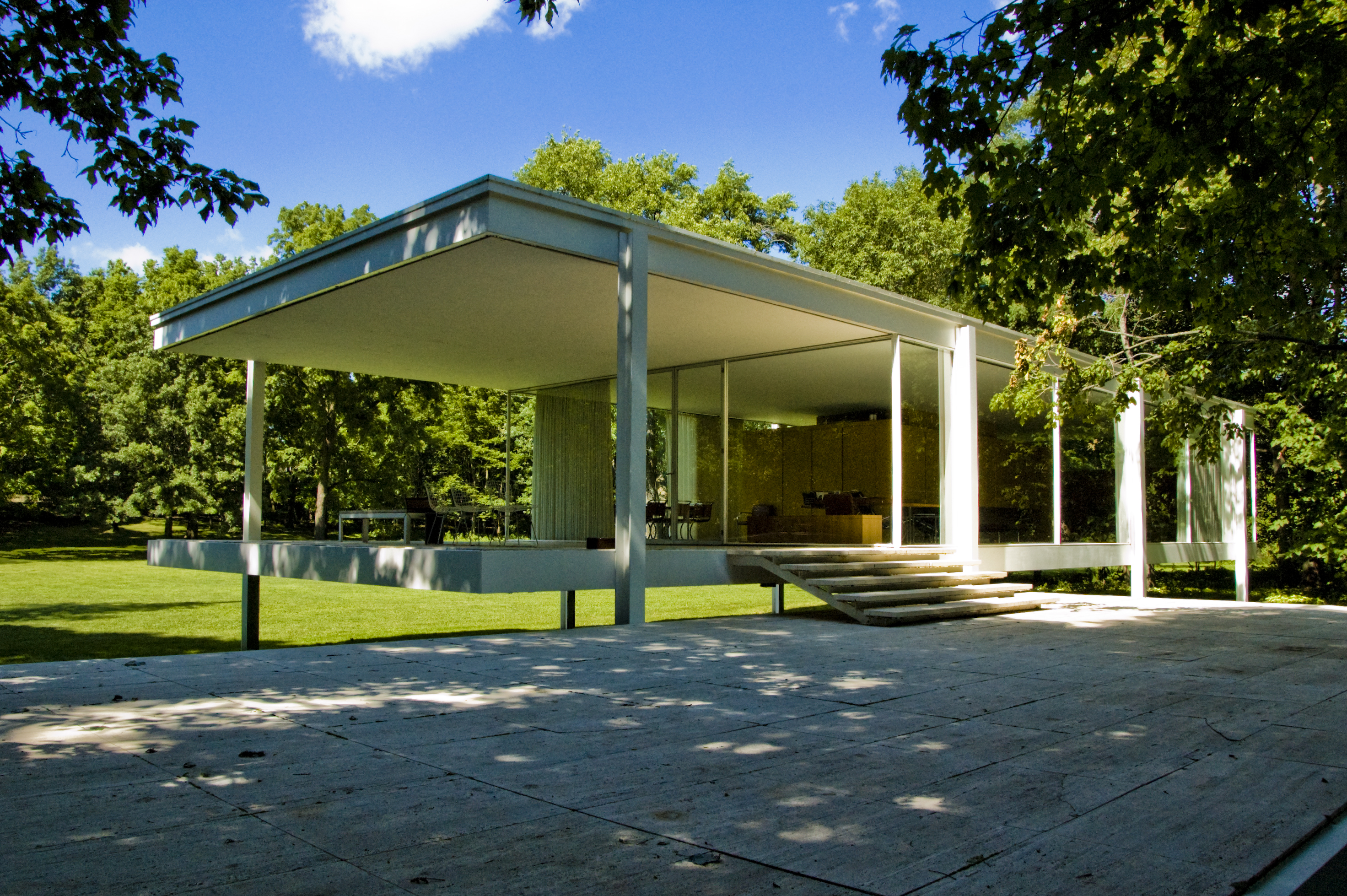
Farnsworth House, Plano (Ludwig Mies van der Rohe, 1950–1951)

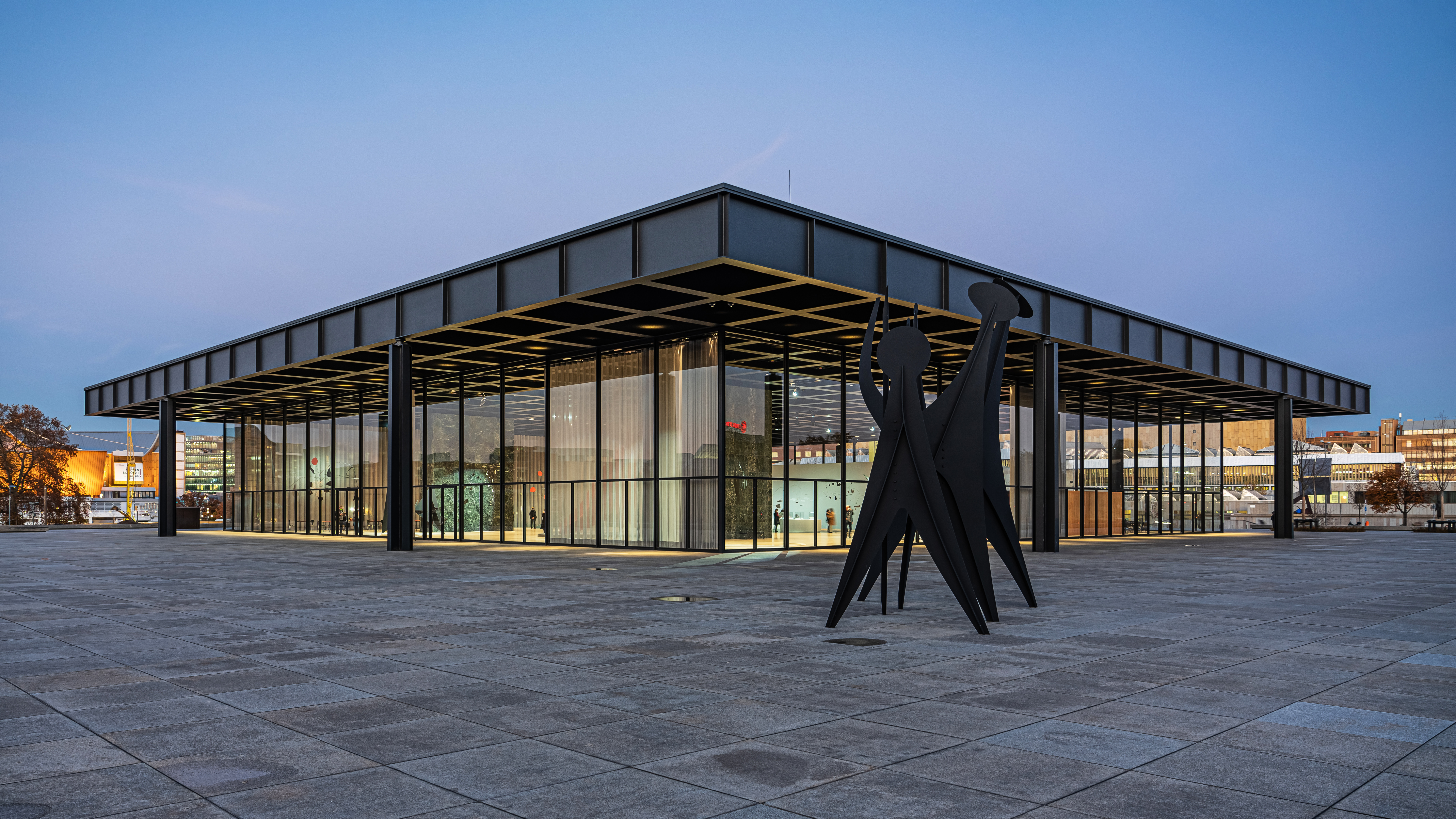
Neue Nationalgalerie, Berlin (Ludwig Mies van der Rohe, 1965–1968)

- Fagus-Werk, Alfeld (Walter Gropius und Adolf Meyer, 1911)
- Hutfabrik Luckenwalde (Erich Mendelsohn, 1921–23)
- Lovell Beach House, Newport Beach (Rudolph Schindler, 1925–1926)
- Van-Nelle-Fabrik, Rotterdam (Leendert van der Vlugt/Johannes Brinkman/Mart Stam, 1926–1929)
- St. Fronleichnam, Aachen (Rudolf Schwarz, 1928–1930)
- Kaufhaus Schocken, Chemnitz (Erich Mendelsohn, 1929–1930)
- Maison de verre (Pierre Chareau/Bernard Bijvoet, 1928–1931)
- Bundesschule des Allgemeinen Deutschen Gewerkschaftsbundes Bernau (Hannes Meyer, 1928–1930)
- Haus Dr. Estrich (Konrad Wachsmann, 1929)
- Villa Tugendhat, Brünn (Mies van der Rohe) 1929–1930
- Haus Schminke, Löbau (Hans Scharoun, 1932–1933)
- Tabakfabrik Linz, Linz (Peter Behrens/Alexander Popp, 1929–1935)
- De La Warr Pavilion, Bexhill-on-Sea (Erich Mendelsohn/Serge Chermayeff, 1933–1935)
- Glaspaleis, Heerlen (Frits Peutz, 1935)
- Fallingwater, Bear Run, Pennsylvania (Frank Lloyd Wright, 1935)
- Funkhaus Wien, Wien (Clemens Holzmeister, 1935–1939)
- Johnson Wax Verwaltungsgebäude, Racine (Frank Lloyd Wright, 1936–1939)
- Kaufmann House, Palm Springs (Richard Neutra, 1947)
- Wohneinheit (Le Corbusier), (zuerst Marseille 1947)
- UNO-Hauptquartier, New York (1949–1951)
- Eames House, Los Angeles (Charles Eames, 1949)
- Farnsworth House, Plano (Ludwig Mies van der Rohe, 1950–1951)
- 860–880 Lake Shore Drive Apartments, Chicago (Ludwig Mies van der Rohe, 1951)
- Galmanini Portaluppi Palace, Palazzo d’Este, Mailand (Gualtiero Galmanini, Piero Portaluppi, 1956)
- Guggenheim Museum, New York (Frank Lloyd Wright, 1956)
- Nachkriegsbauten der Kaiser-Wilhelm-Gedächtniskirche, Berlin (Egon Eiermann, 1961–1963)
- Neue Nationalgalerie, Berlin (Ludwig Mies van der Rohe, 1965–1968)
- Finlandia-Halle, Helsinki (Alvar Aalto, 1962–1971)
- Sydney Opera House (Jørn Utzon, 1959–1973)
- Metastadt (Richard J. Dietrich und Bernd Steigerwald, 1970–1973)
- PSFS-Hochhaus, Philadelphia (William Lescaze, 1929–1932)
- Lever House, New York (Skidmore, Owings and Merrill, 1951–1952)
- Seagram Building, New York (Mies van der Rohe, 1954–1958)
- Torre Velasca, Mailand (BBPR, 1958)
- Pirelli-Hochhaus, Mailand (Gio Ponti und Pier Luigi Nervi 1958–1960)

Bedeutende Sakralbauten finden sich auch in der jüngeren Heiligen-Verehrung, so bei den Don-Bosco-Kirchen (Heiligsprechung 1934). Siehe auch Moderner Kirchenbau.

## Städtebauliche Projekte
- Siedlungen der Berliner Moderne, erbaut zwischen 1913 und 1934, Welterbe seit 2008
- Wiener Gemeindebauten, 1918–1934
- Arbeitersiedlung Hoek van Holland Rotterdam, J.J.P. Oud 1924–1927
- Arbeitersiedlung Kiefhoek Rotterdam, J.J.P. Oud 1925–1927
- Siedlung Georgsgarten Celle, Otto Haesler, 1924–1926
- Neues Frankfurt Frankfurt am Main, Ernst May, 1925–1930
- Siedlung Onkel Toms Hütte Berlin, 1926–1932
- Jarrestadt Hamburg, Karl Schneider, Fritz Schumacher, ab 1926
- Weißenhofsiedlung Stuttgart, 1927
- Werkbundsiedlung Neubühl Zürich, 1928–1932
- Gratte-Ciel Villeurbanne 1927–1934
- Cité de la Muette Drancy bei Paris, Marcel Lods, Eugène Beaudouin 1931–1934
- Bahnhofquartier (geschlossen nach Bauvorschriften des Neuen Bauens errichtet) und zahlreiche Einzelbauten in Biel (siehe Bieler Moderne), 1920er- und 1930er-Jahre
- Weiße Stadt Tel Aviv, 1930er Jahre
- Asmara Eritrea, 1935–1941
- Greenbelt-Towns: Greenbelt Maryland 1935–1937, Greenhills Ohio 1935–1938, Greendale Wisconsin 1936–1938
- La Colonia Jardines del Pedregal Mexiko-Stadt, Luis Barragán 1943–1954
- Wiederaufbau Le Havre, Auguste Perret, 1945–1954
- Wiederaufbau Vieux Port/La Tourette Marseille, Fernand Pouillon, 1949–1953
- Vällingby Stockholm, Sven Markelius, 1947–1955
- Quartiere Tuscolano (INA-Casa) Rom, Saverio Muratori/Mario De Renzi/Adalberto Libera, 1950–1956
- Chandigarh, Le Corbusier, 1951–1961
- Planhauptstadt Brasília, Oscar Niemeyer, 1956–1960
- Internationale Bauausstellung im Hansaviertel Berlin, 1957
- Grindelhochhäuser Hamburg, 1946–1956
- Lafayette Park Detroit, Mies van der Rohe, Ludwig Hilberseimer, 1956–1963
- Les Courtillières Pantin bei Paris, Émile Aillaud, 1956–1960
- Alton Estate Roehampton (London), London County Council, 1958–1959
- Meudon-la-Forêt Fernand Pouillon, 1959–1961
- Neue Stadt Wulfen, Fritz Eggeling, 1961
- Grands ensembles (Ville nouvelle ab 1965): Sarcelles bei Paris
- New Towns: Milton Keynes, 1968–1971
- Arcosanti Arizona, 1970
- Miami Beach, Art-déco-District, 1930er bis 1940er Jahre
- Napier, Art-déco-Viertel, 1930er Jahre

## Architekturtheoretiker der Klassischen Moderne
- Adolf Loos: Ornament und Verbrechen, 1908
- Le Corbusier: Urbanisme, 1925 (deutsch: ‚Städtebau‘); Vers une architecture, 1923 (deutsch: ‚Ausblick auf eine Architektur‘)
- Adolf Behne: Der moderne Zweckbau, 1926
- Sigfried Giedion: Befreites Wohnen, 1929; Raum, Zeit, Architektur, 1965

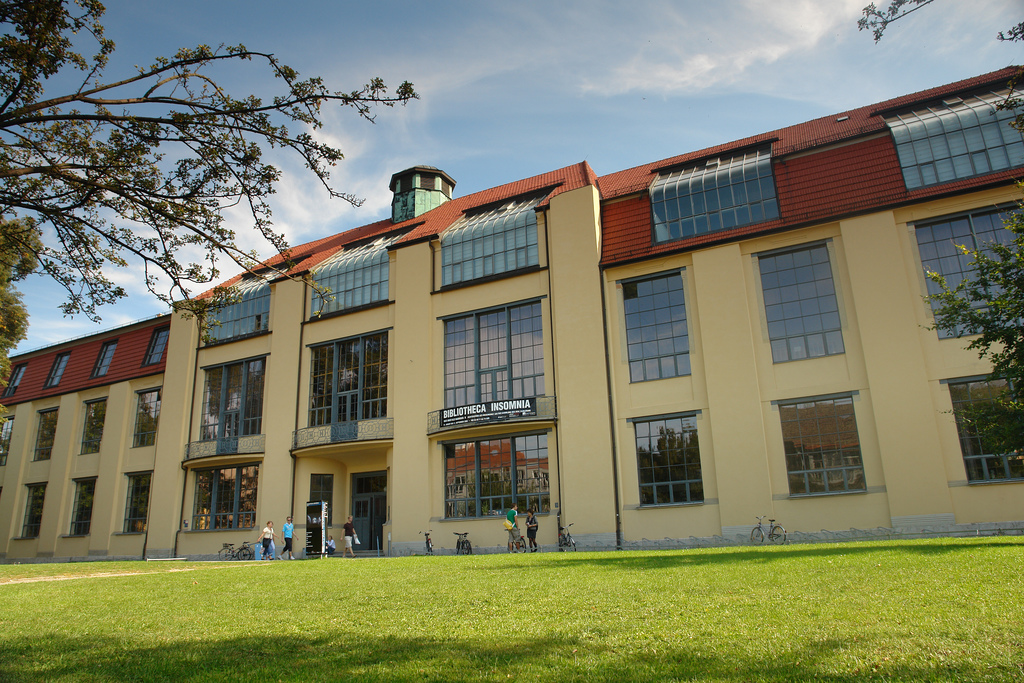
Henry van de Velde: Bauhaus-Universität Weimar, 1904–1911
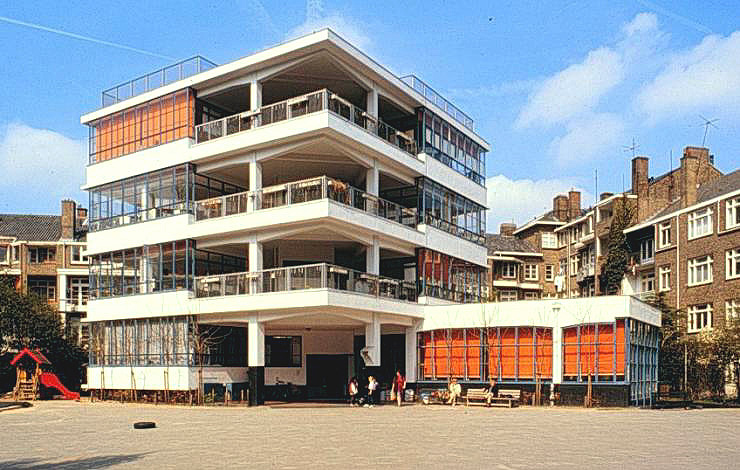
Johannes Duiker Freiluftschule, Amsterdam 1926–1931
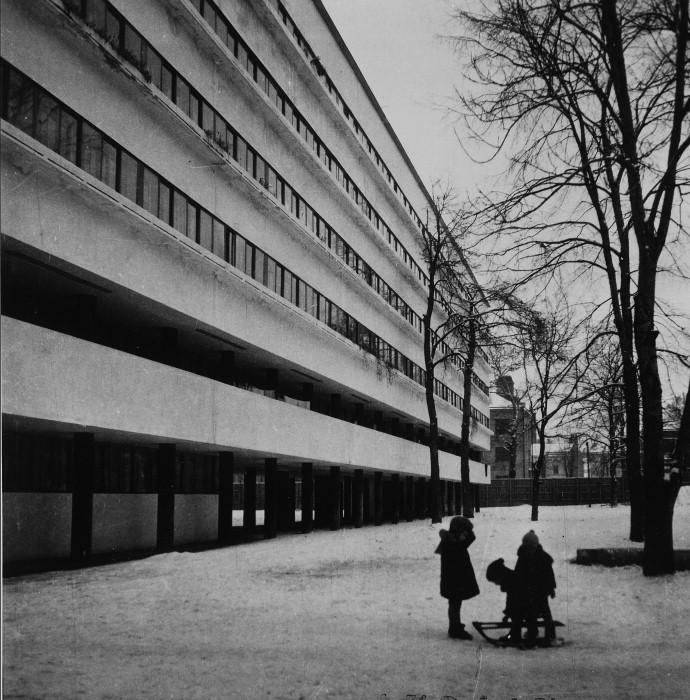
Moissei Ginsburg Narkomfin-Gebäude, Moskau 1928–1932
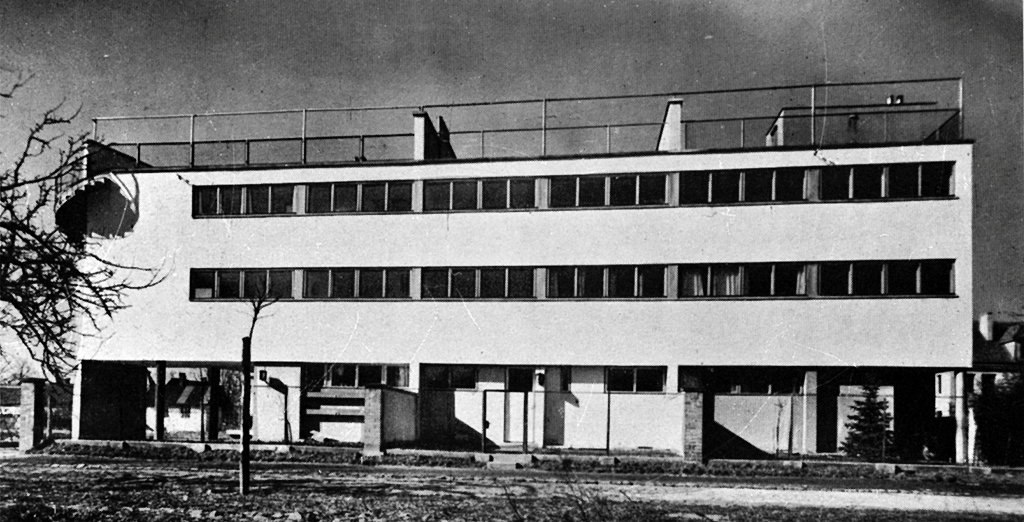
Bohdan-Lachert-Villa, Warschau, Polen, 1929
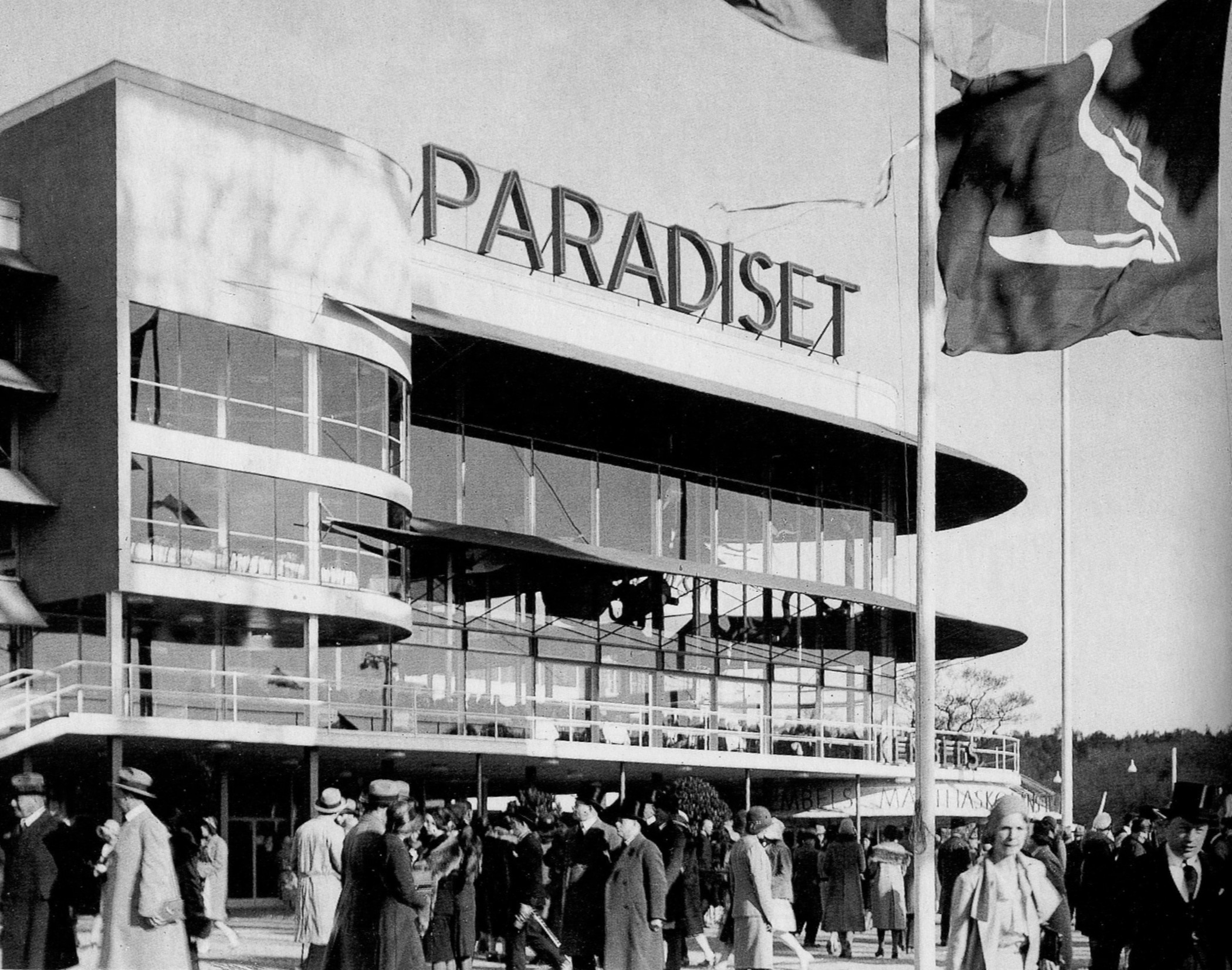
Stockholmer Ausstellung 1930
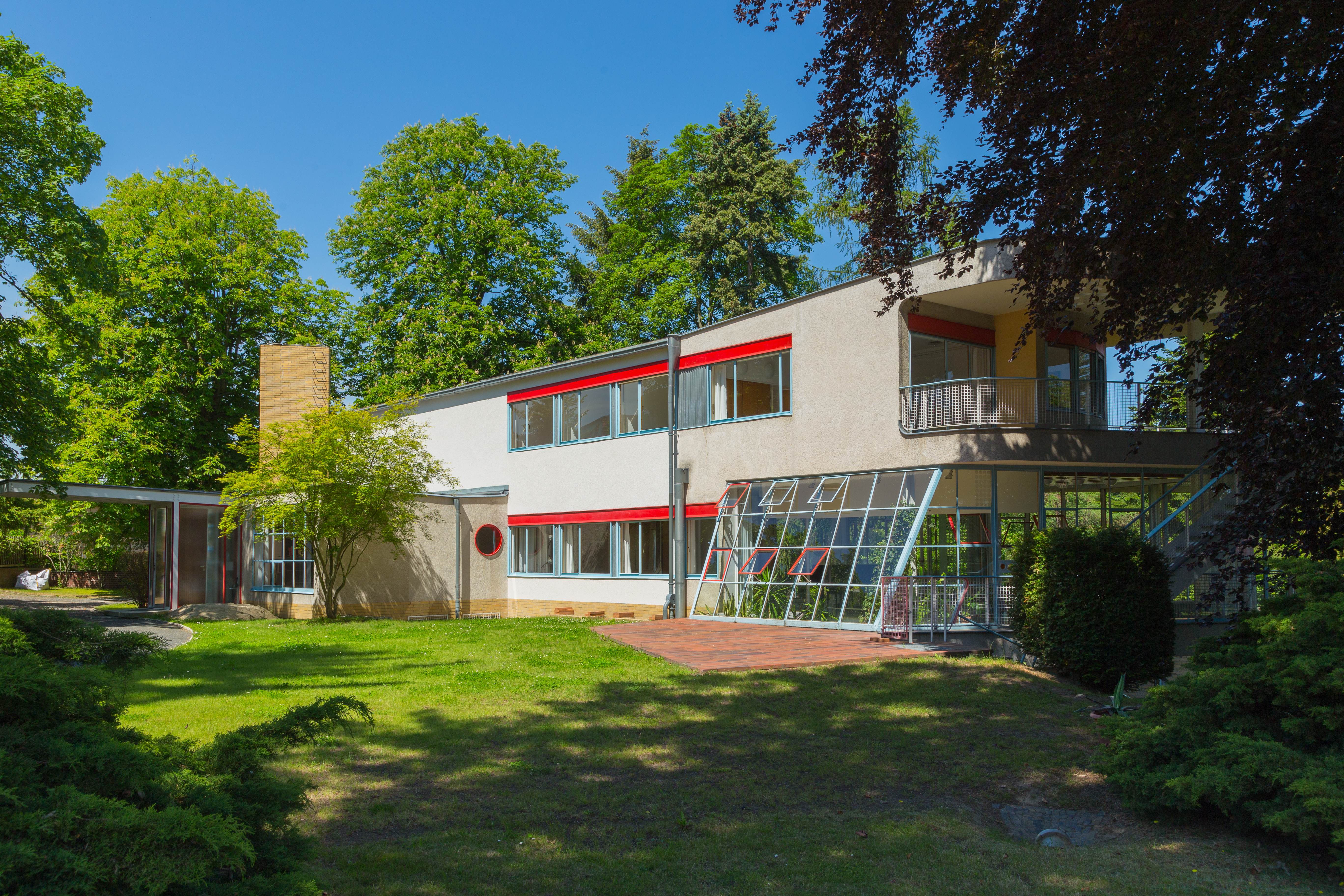
Hans Scharoun, Haus Schminke, Löbau, Deutschland 1933
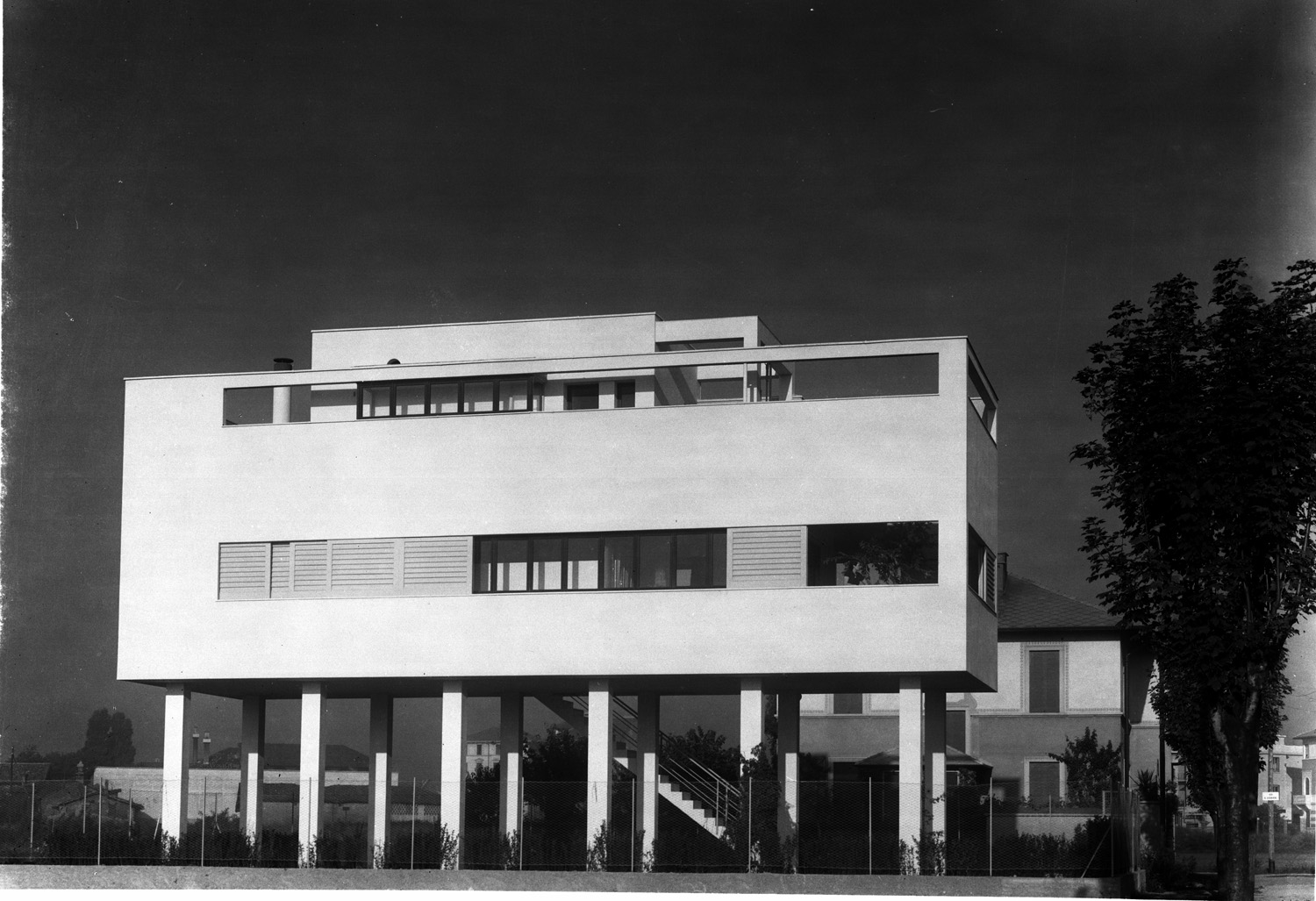
Villa Figini, Mailand, 1935
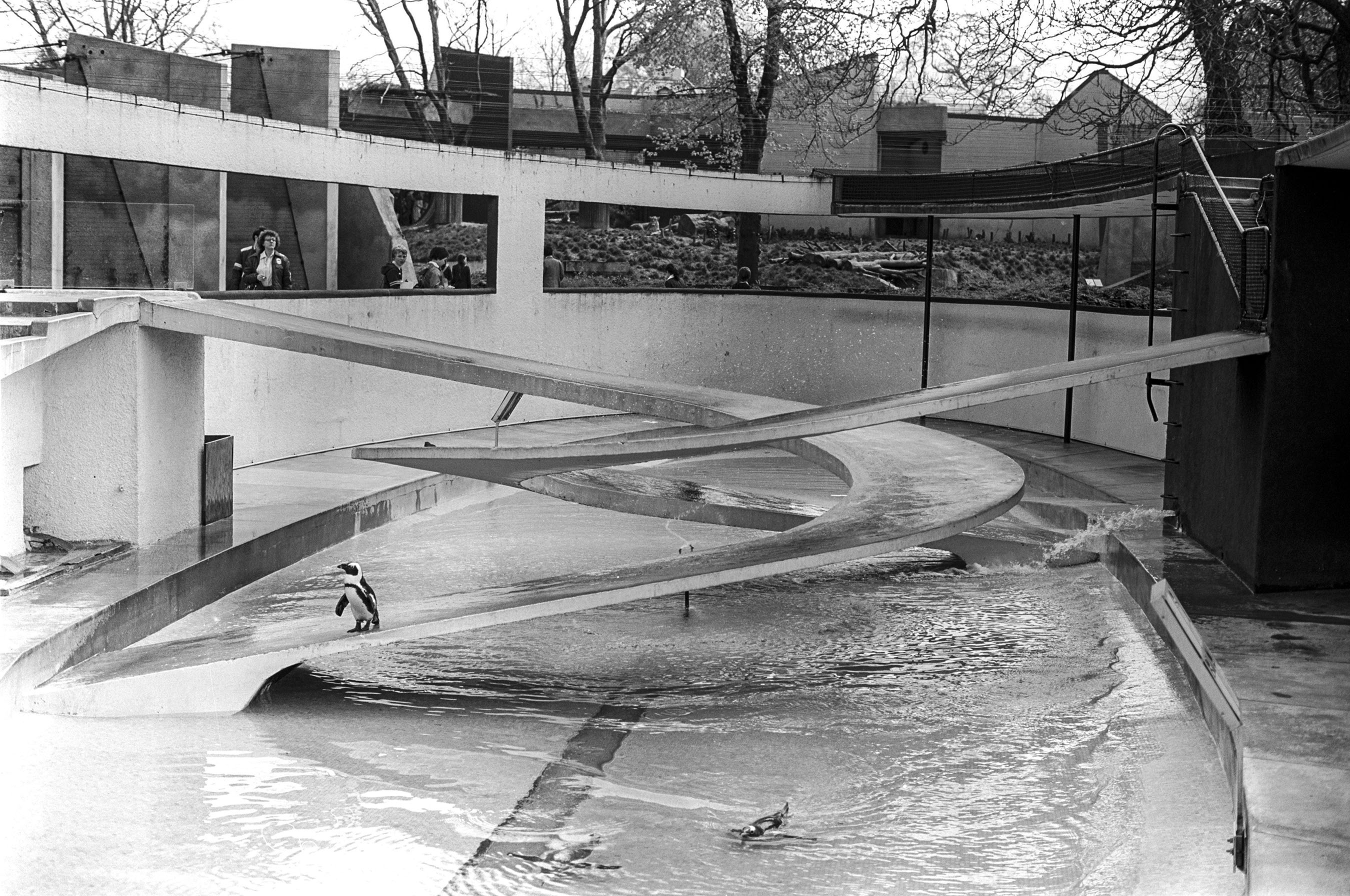
Berthold Lubetkin Pinguinbecken, London 1933–1934
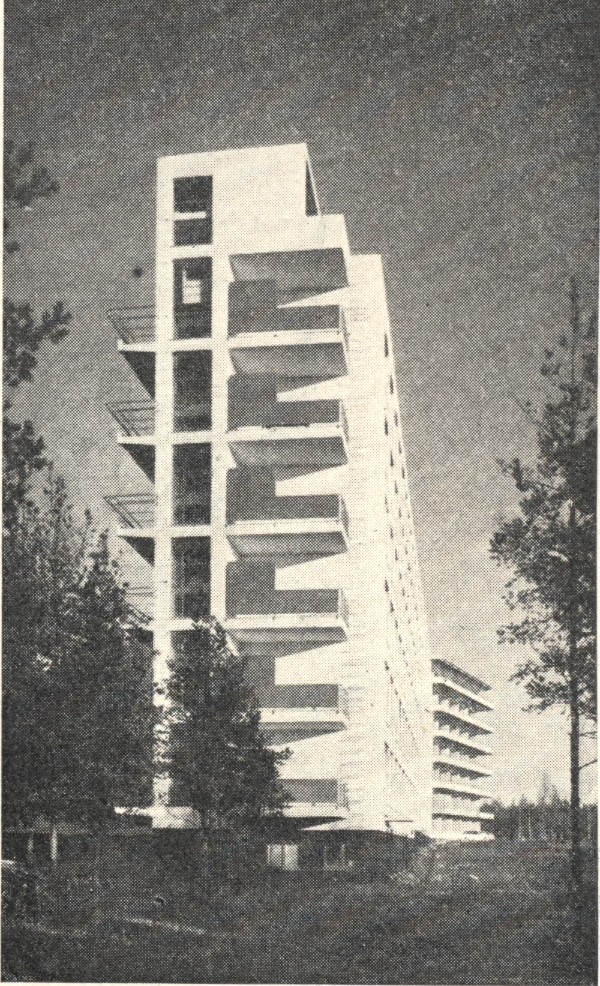
Alvar Aalto Sanatorium, Paimio 1929–1933
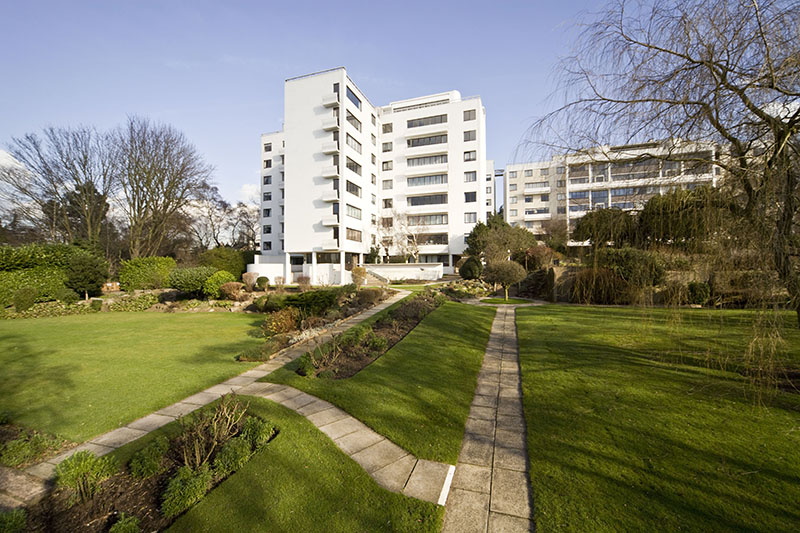
Berthold Lubetkin/Tecton Wohnanlage High Point I, London 1933–1935
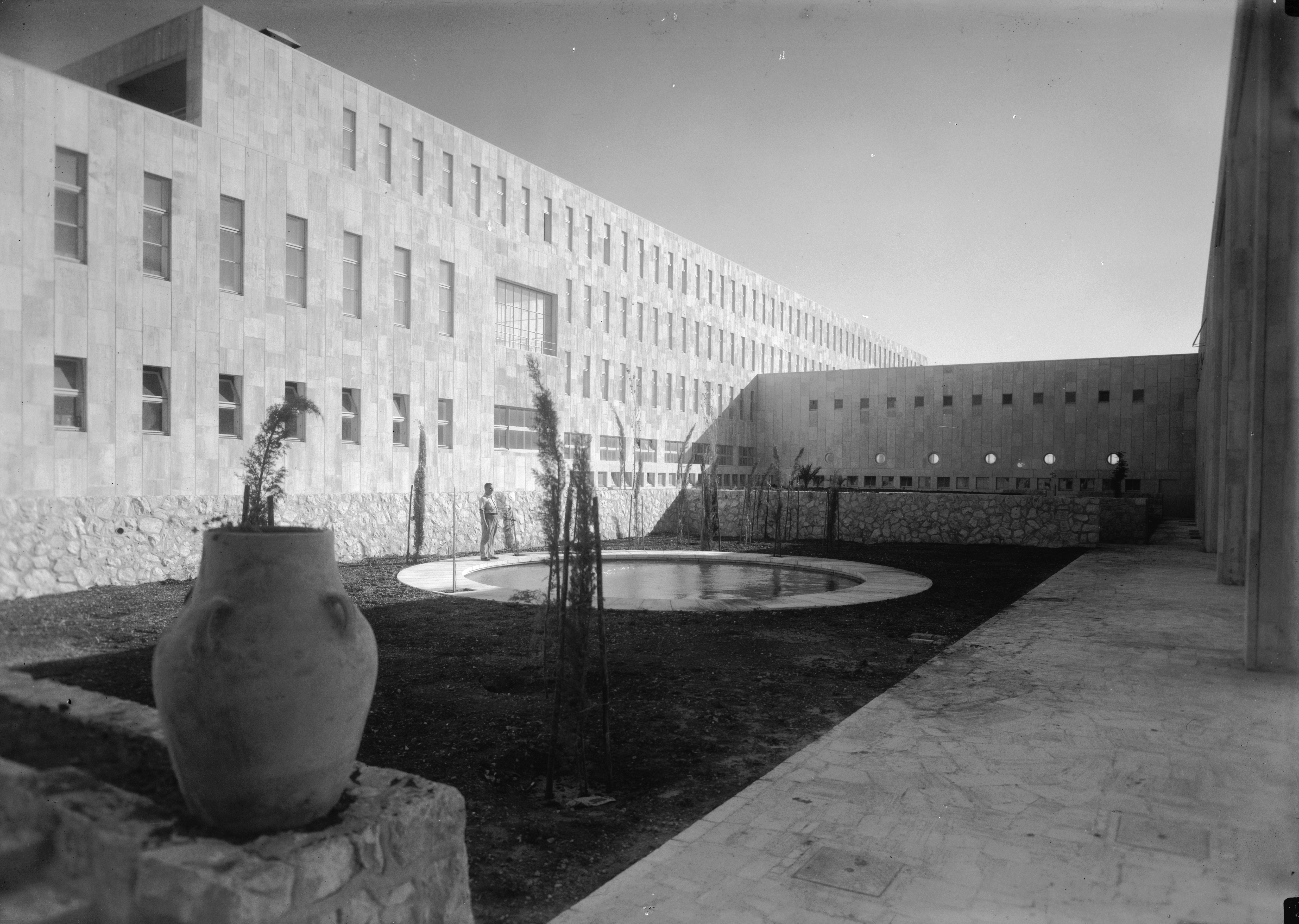
Erich Mendelsohn Hadassah-Hospital und medizinische Hochschule, Skopus Jerusalem 1934–1939
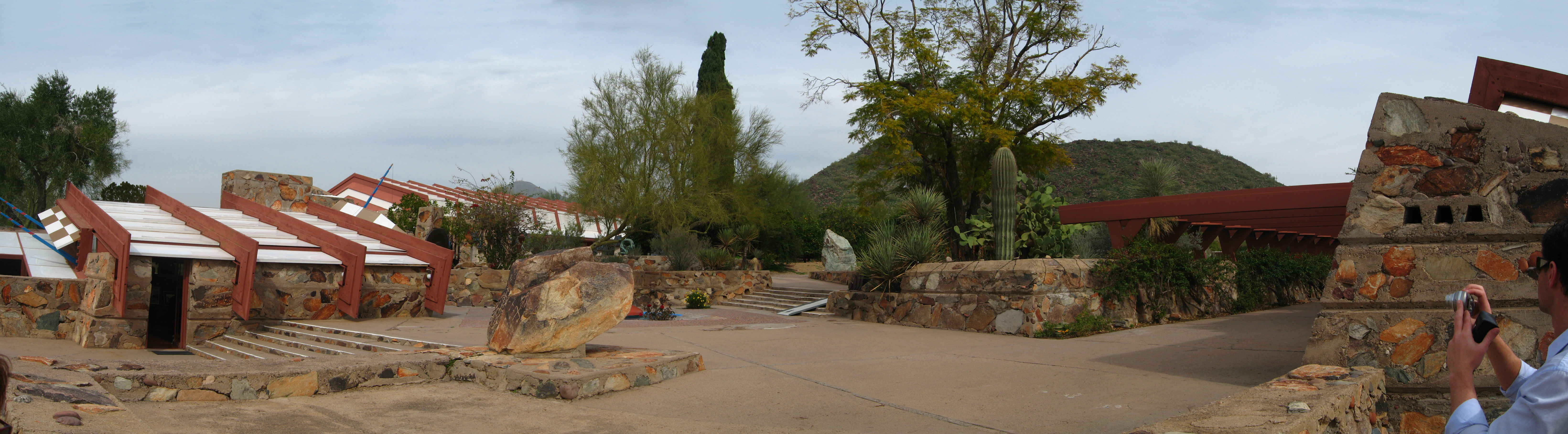
Frank Lloyd Wright Taliesin West, Scottsdale 1937–1938
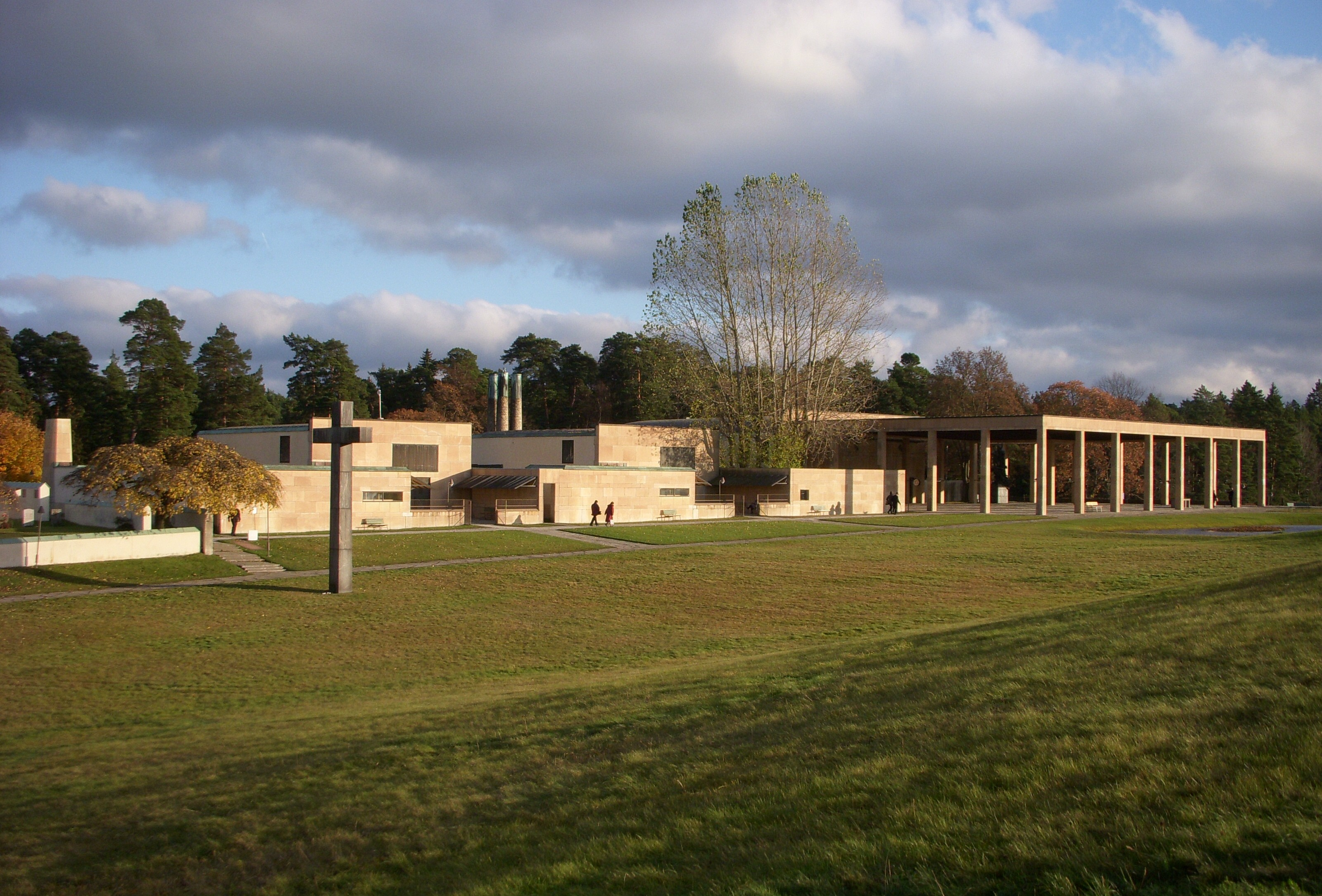
Gunnar Asplund Krematorium Waldfriedhof Enskede, Stockholm 1935–1940
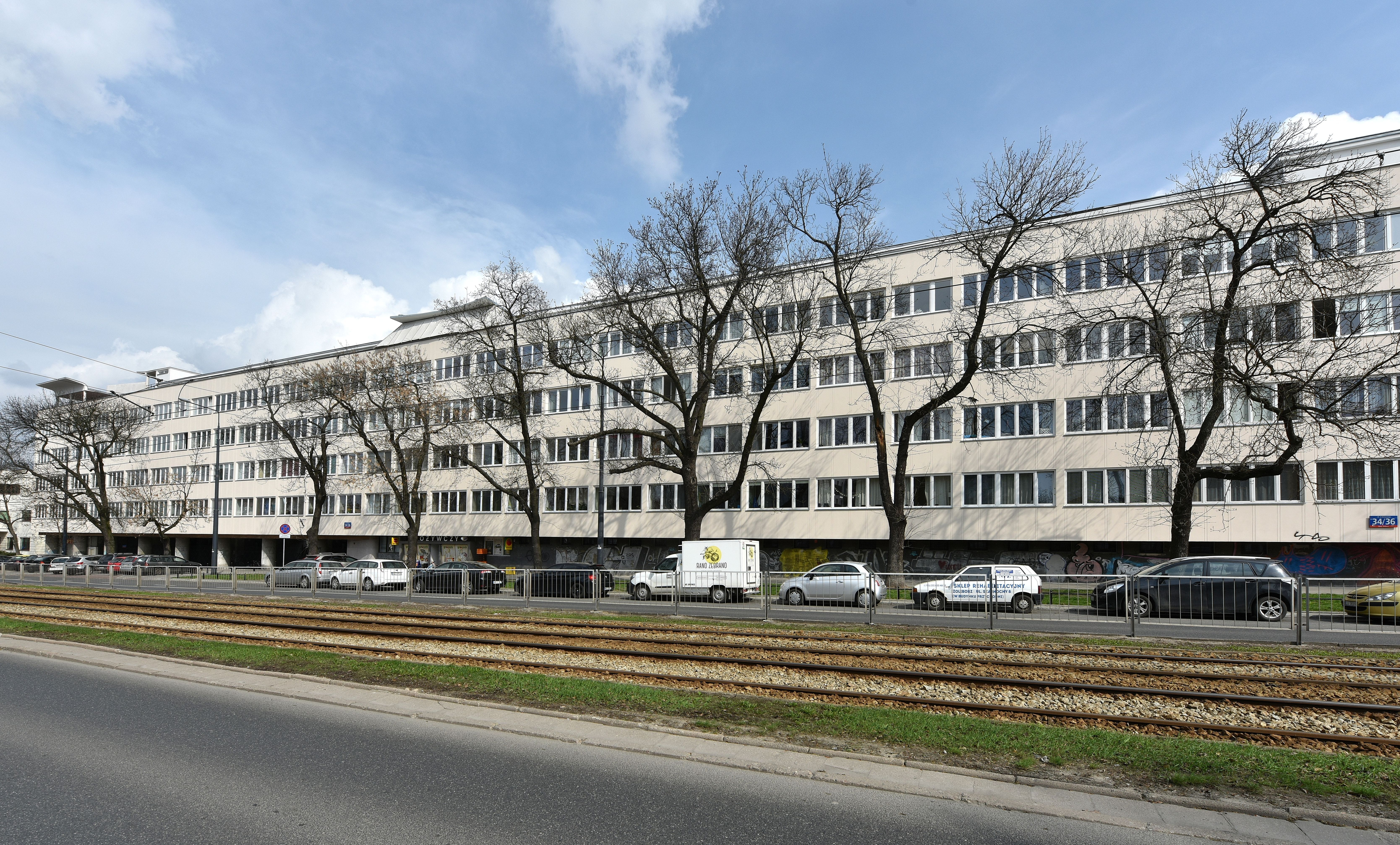
Juliusz Żórawski, Glashaus, Warschau, 1938–1941
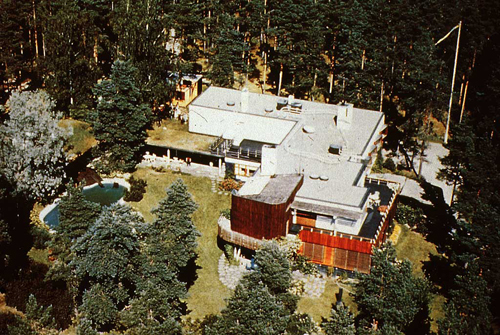
Alvar Aalto Villa Mairea, Noormarkku 1938–1941
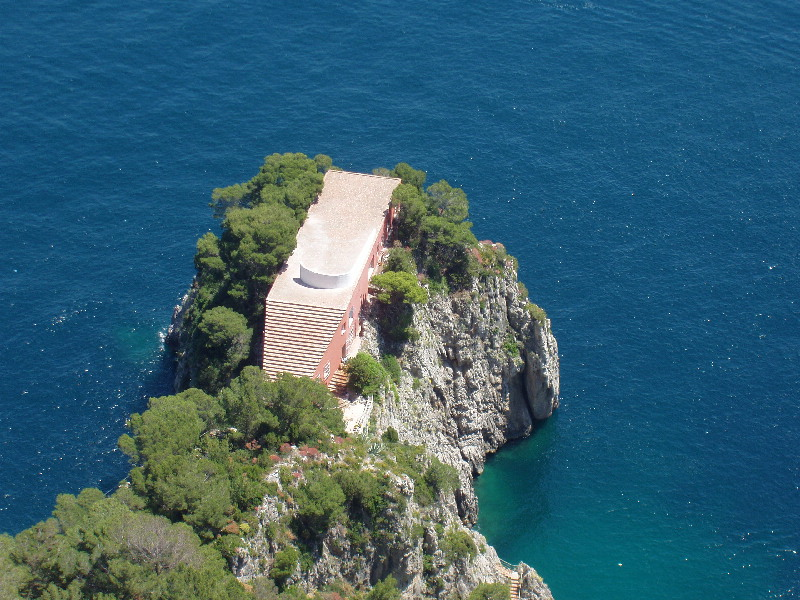
Adalberto Libera/Curzio Malaparte Villa Malaparte, Capri 1938–1942
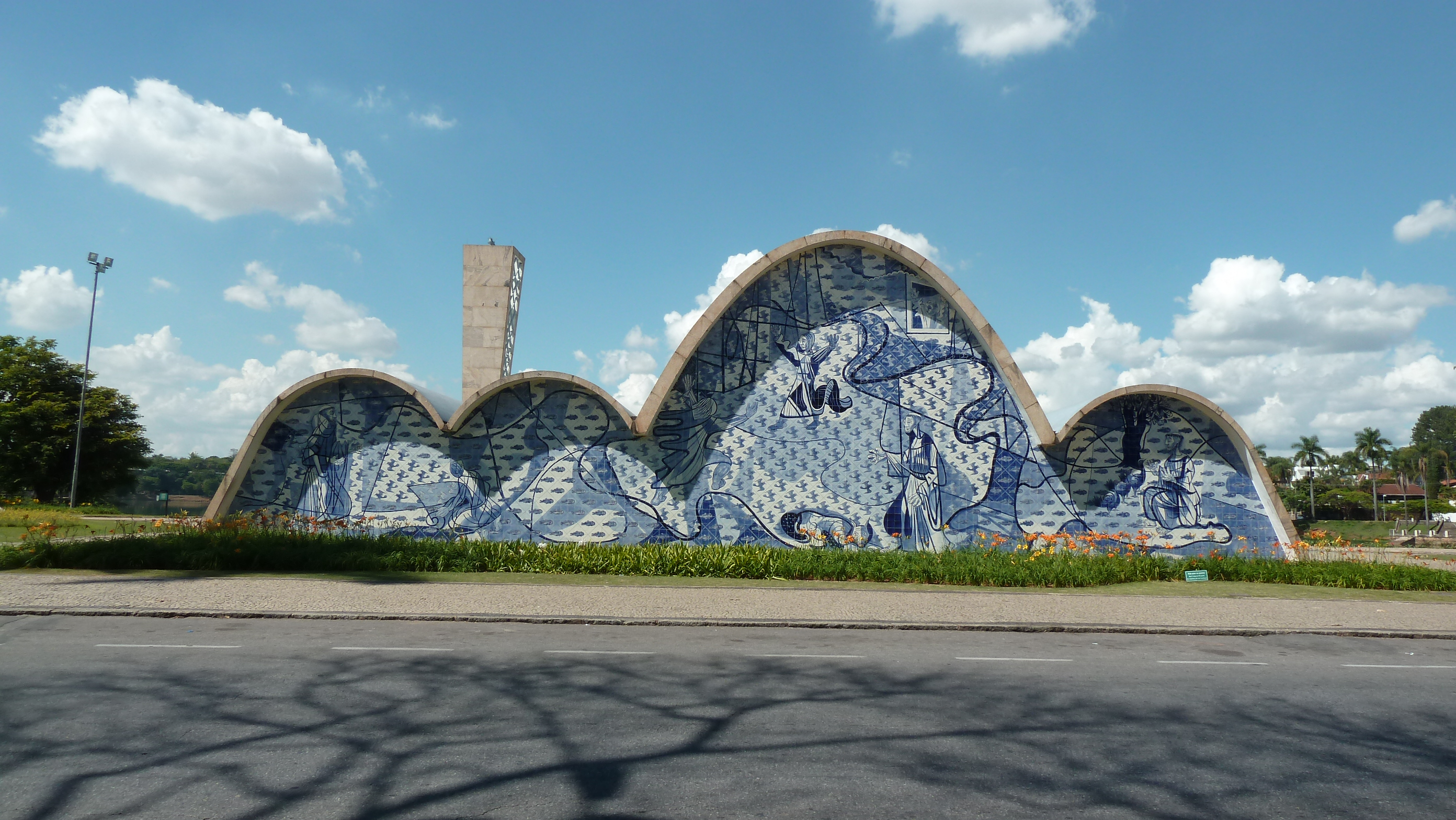
Oscar Niemeyer Kirche São Francisco, Pampulha 1943
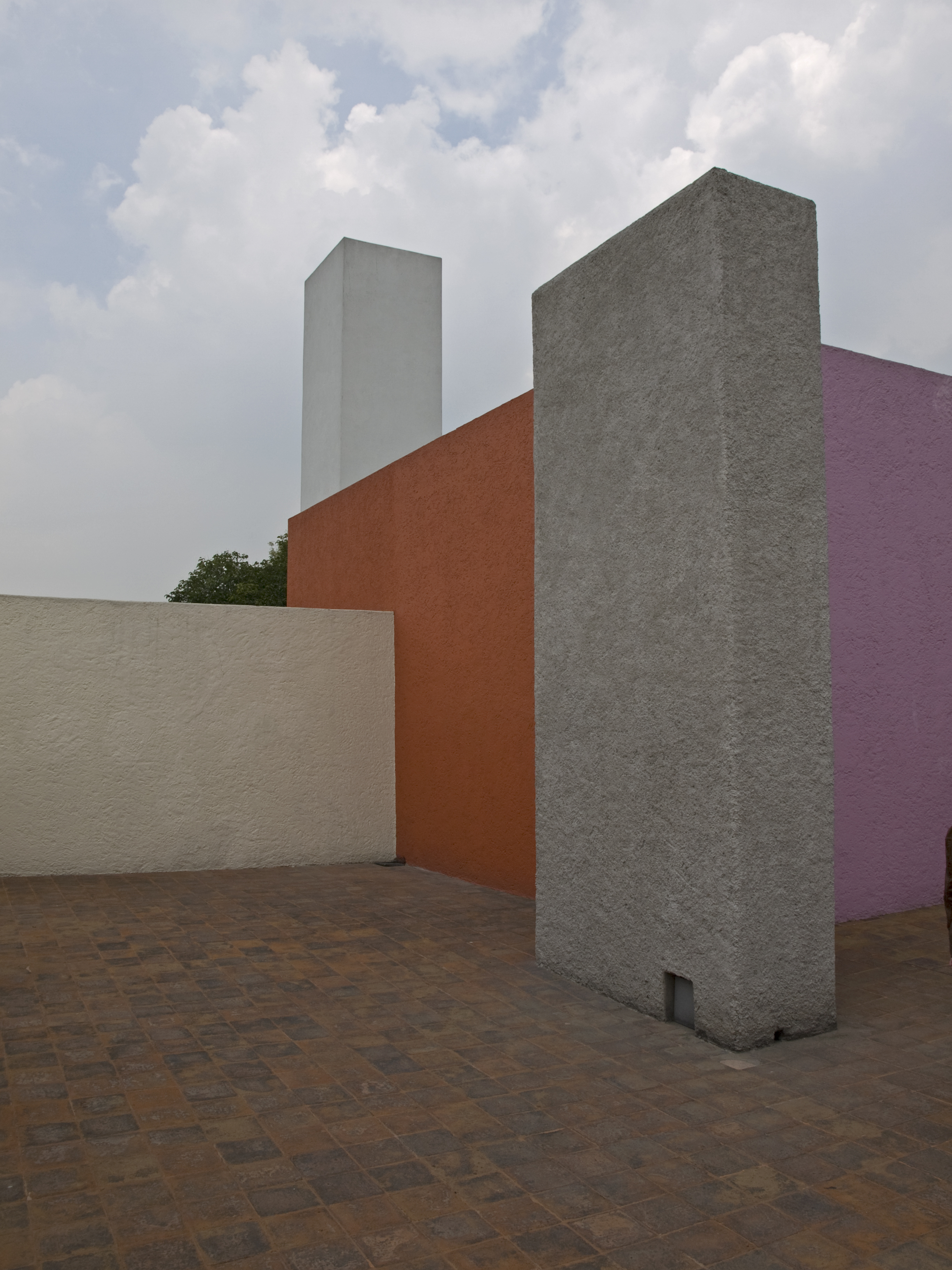
Luis Barragán Casa Barragán, Mexiko-Stadt 1947
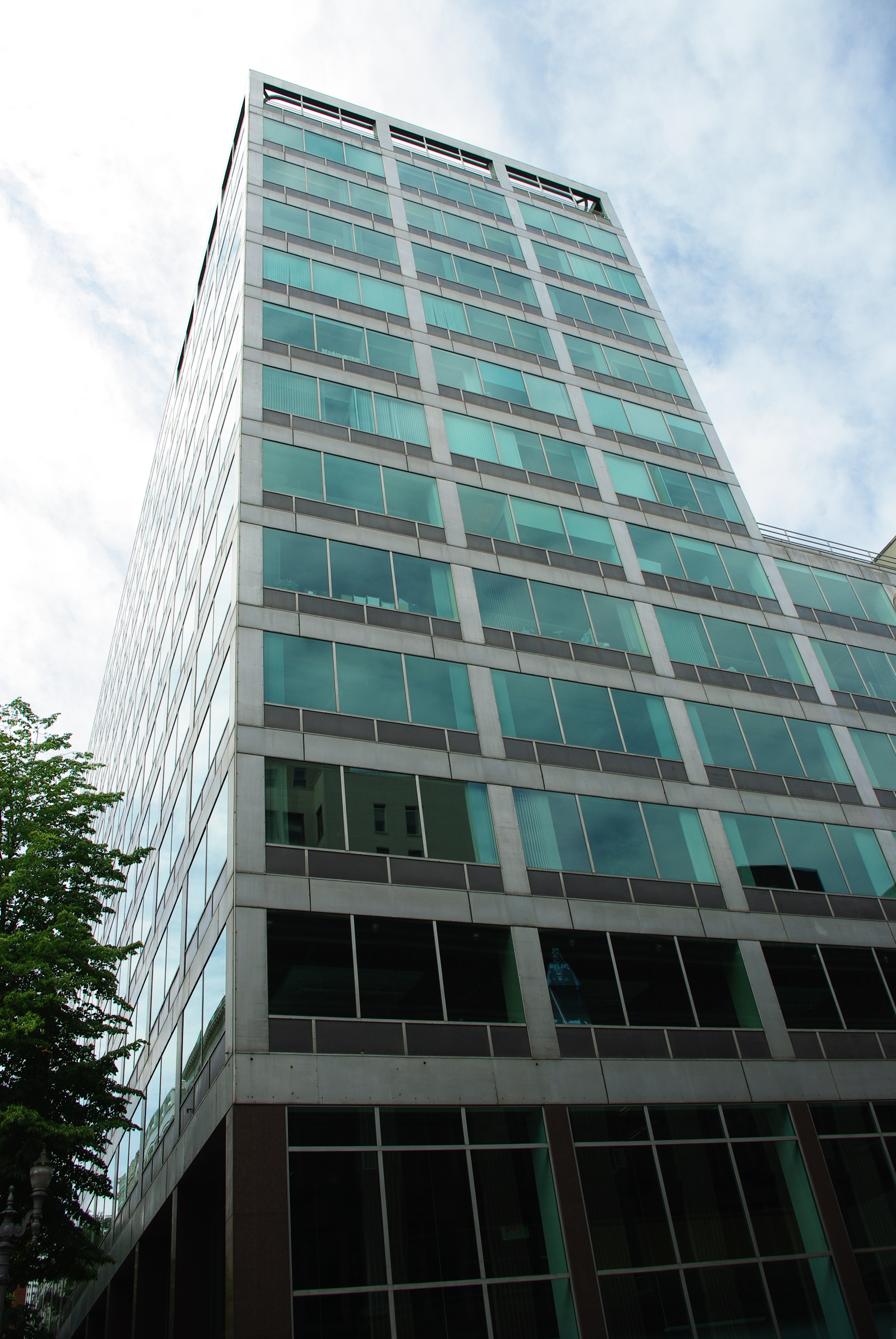
Pietro Belluschi Equitable Life Insurance Building, Portland 1944–1947
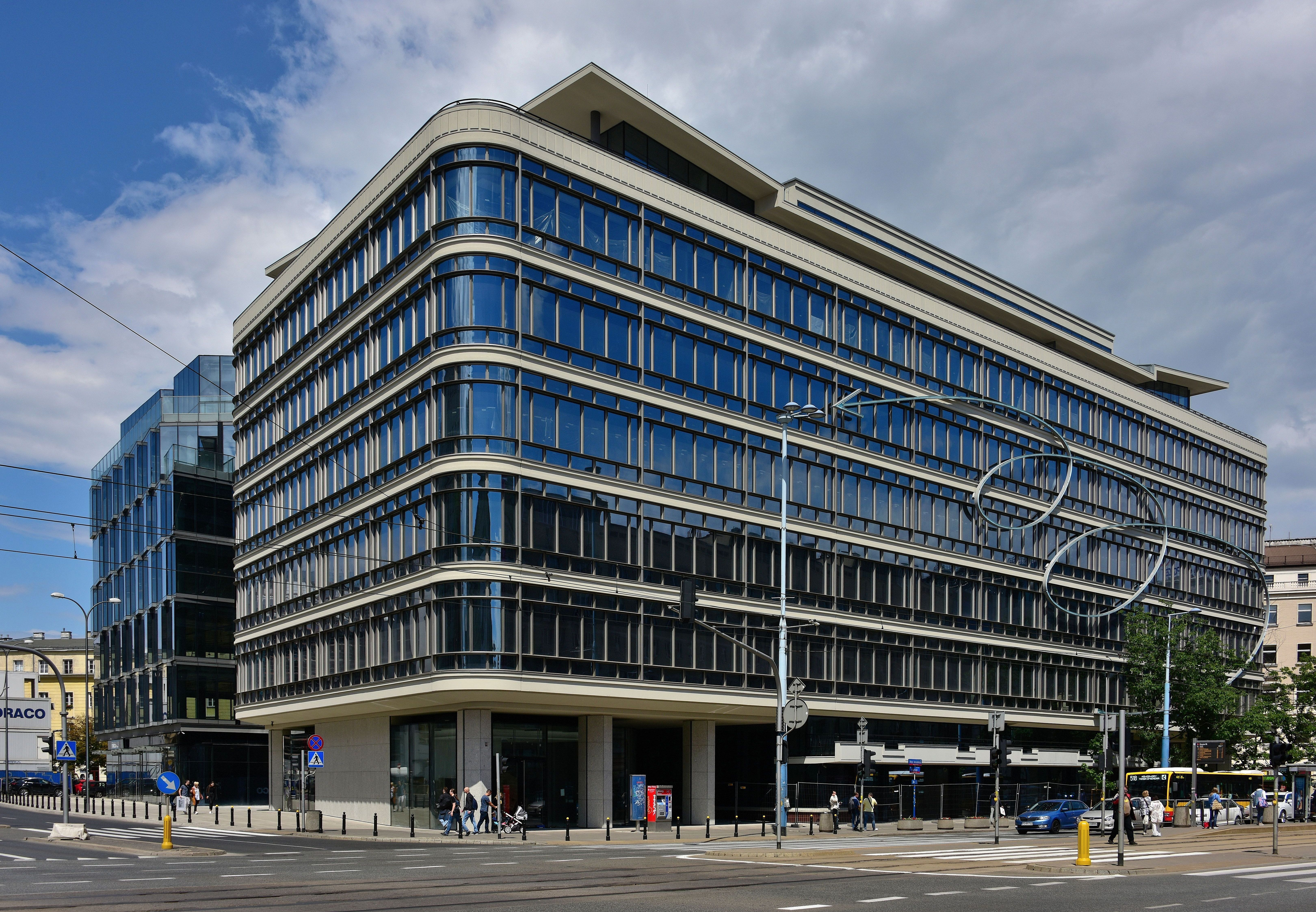
Zbigniew Ihnatowicz, Das Einkaufszentrum Smyk, Warschau 1947
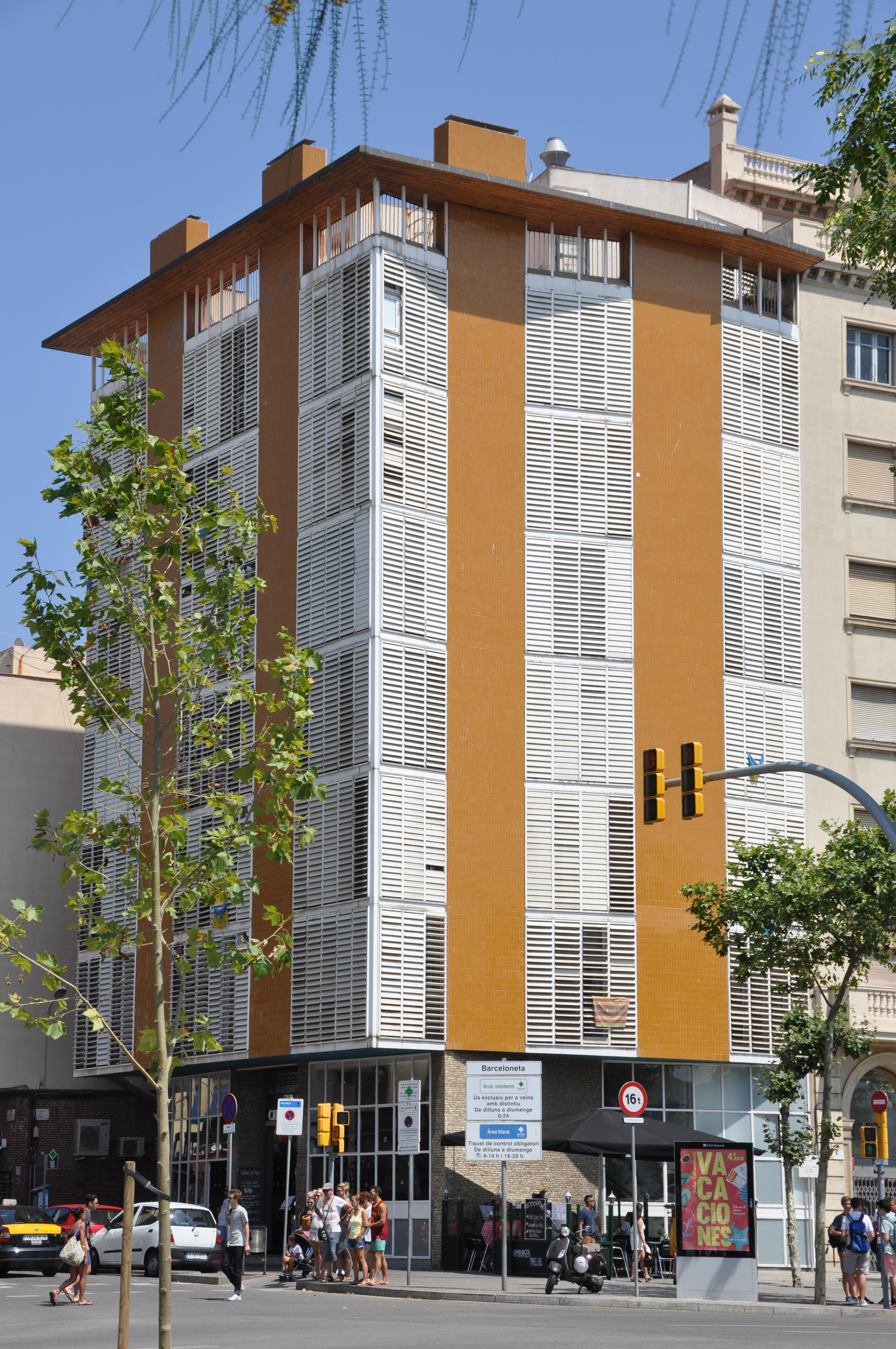
Josep Antoni Coderch Apartmentgebäude La Barceloneta, Barcelona 1951
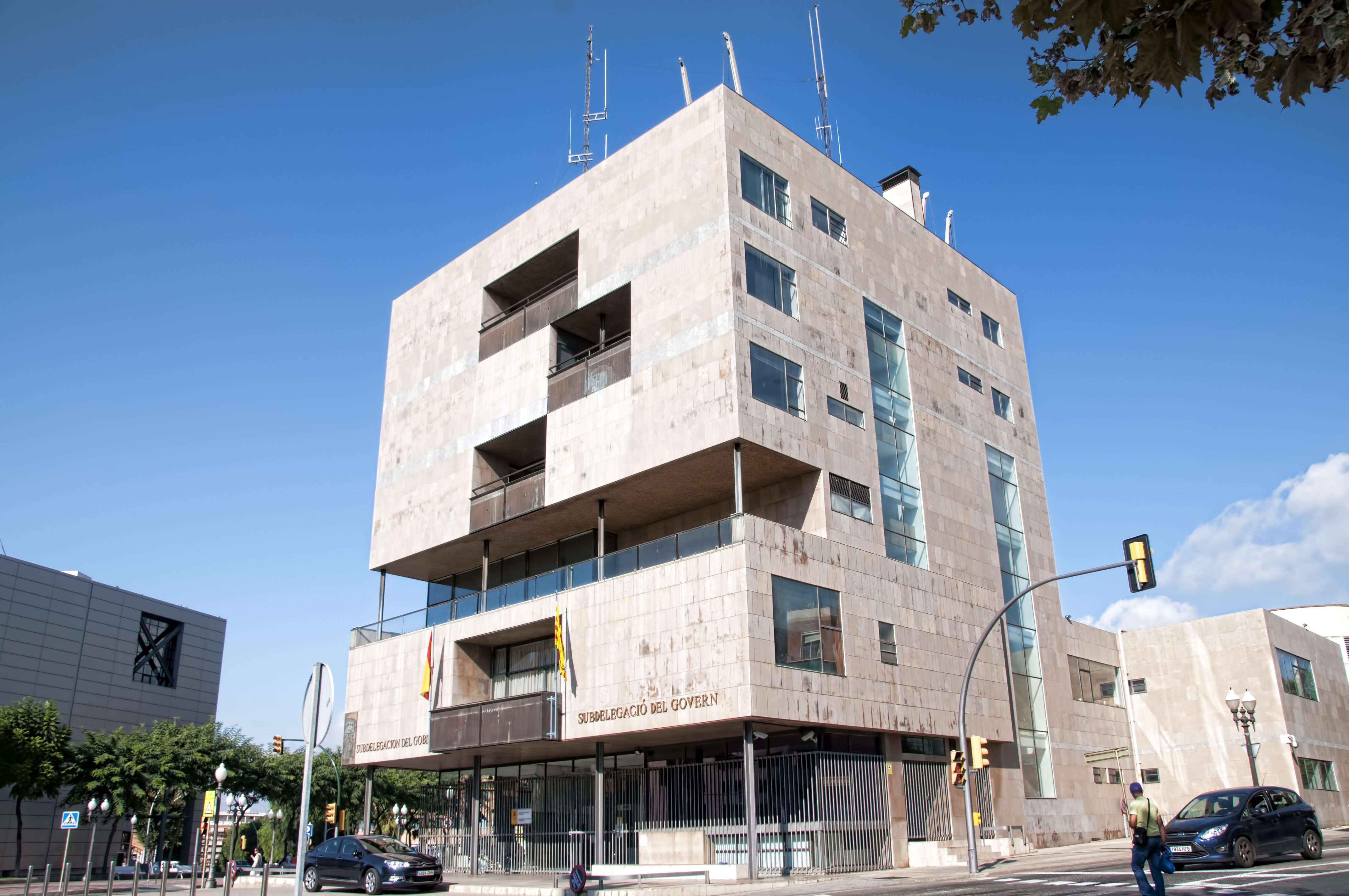
Alejandro de la Sota Gobierno Civil, Tarragona 1954–1957
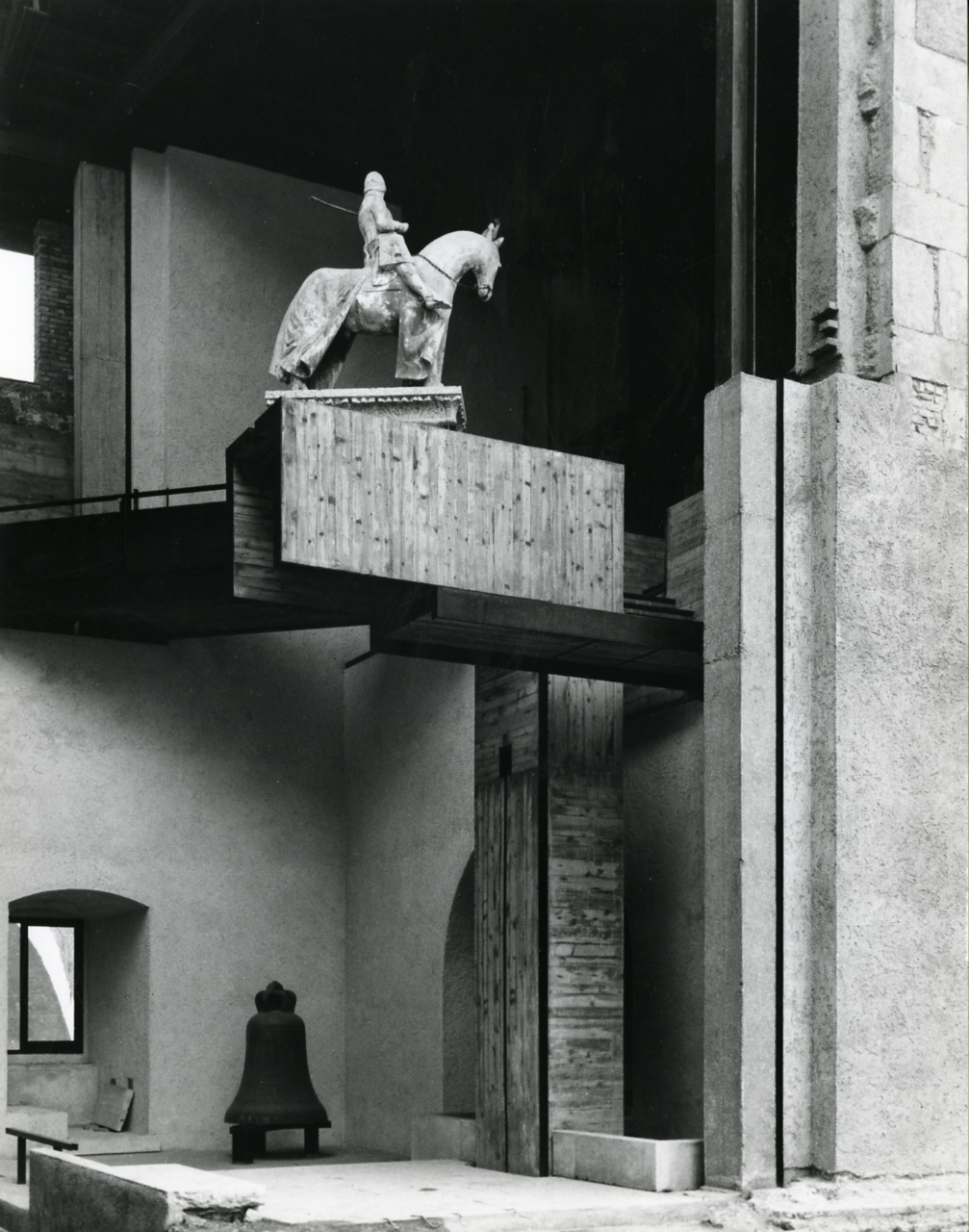
Carlo Scarpa Museo Castelvecchio, Verona 1956–1964
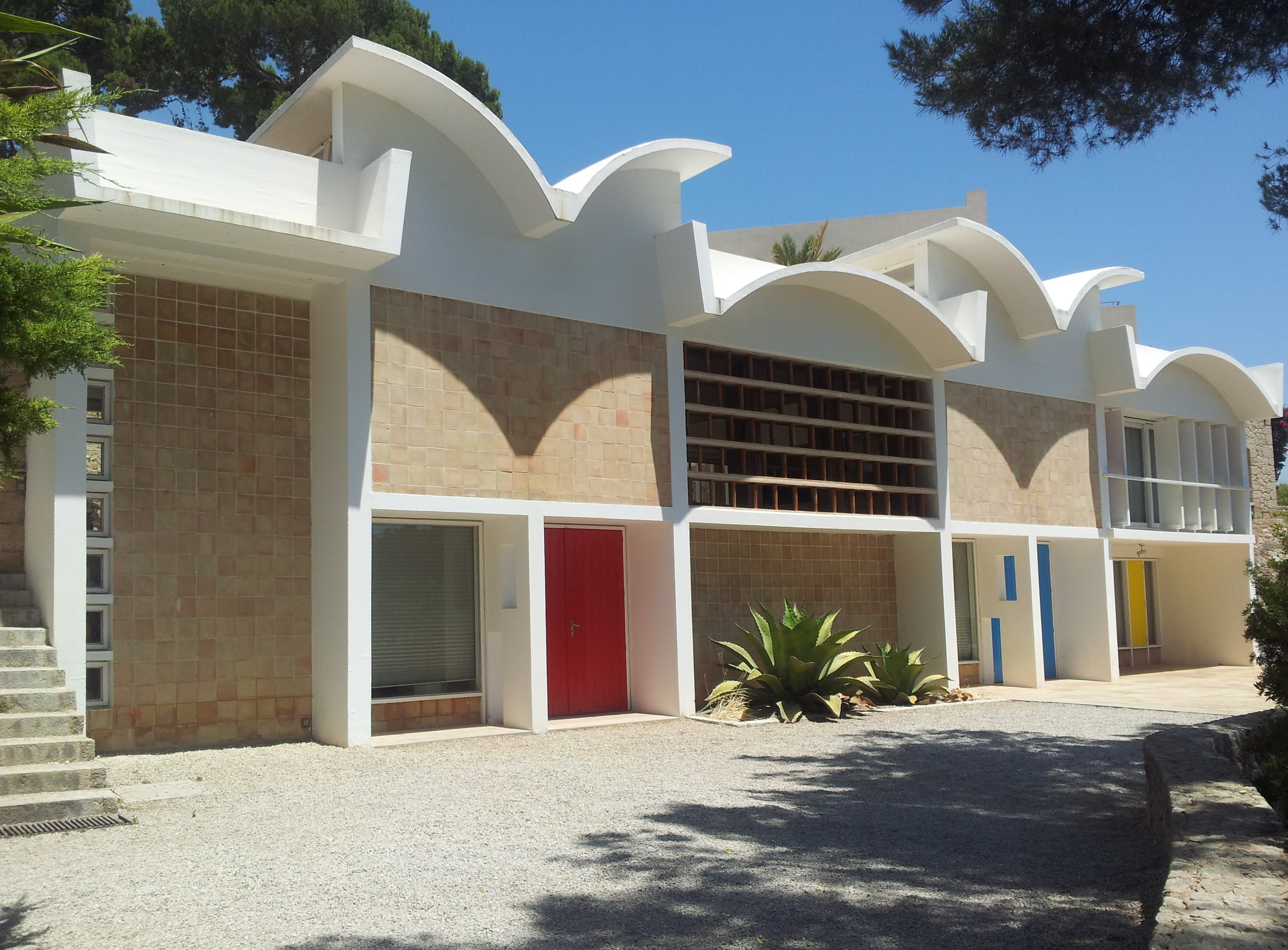
Josep Lluís Sert Studio Joan Miró, Cala Major 1955–1956
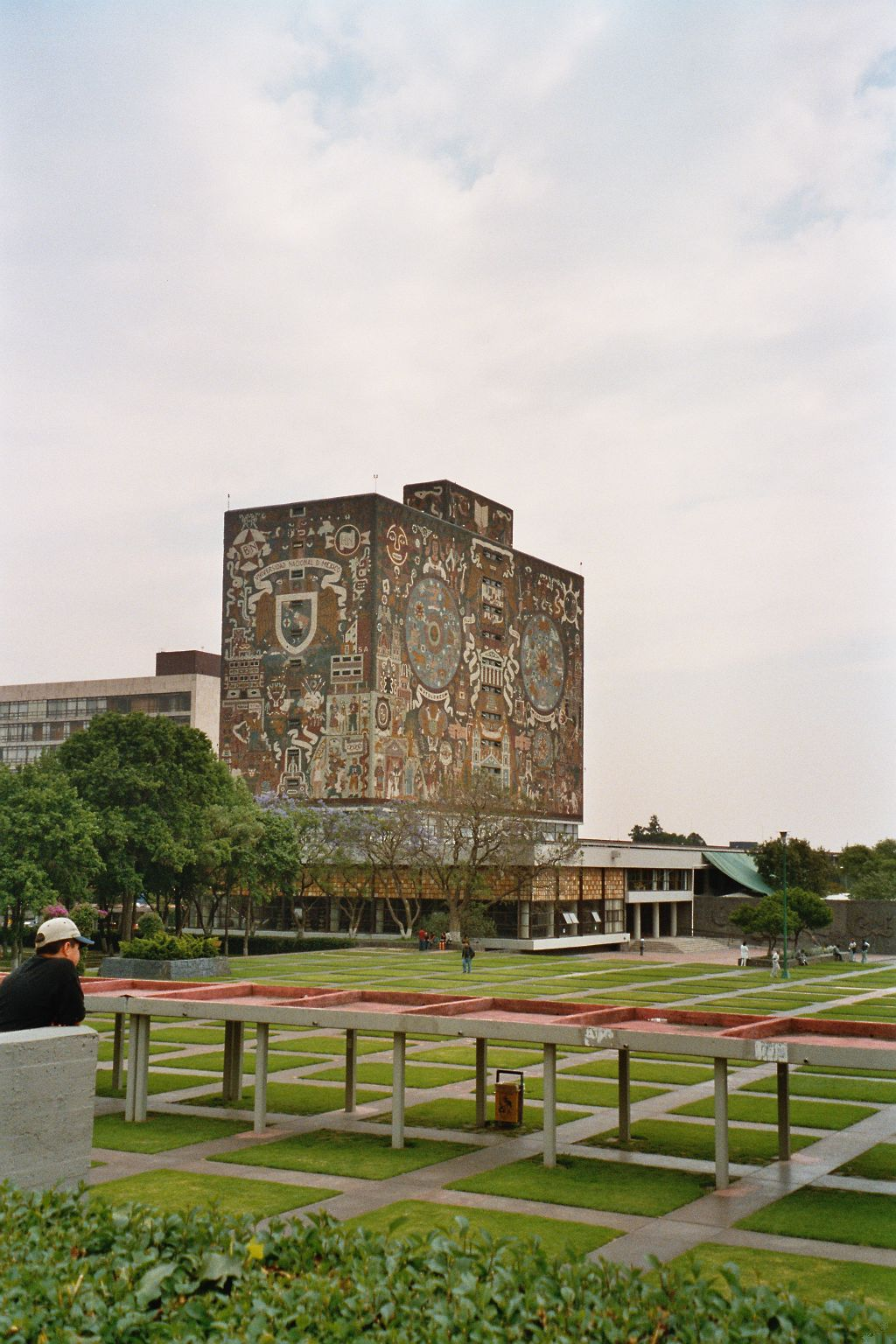
Juan O’Gorman Zentralbibliothek der UNAM, Mexiko-Stadt 1953–1956
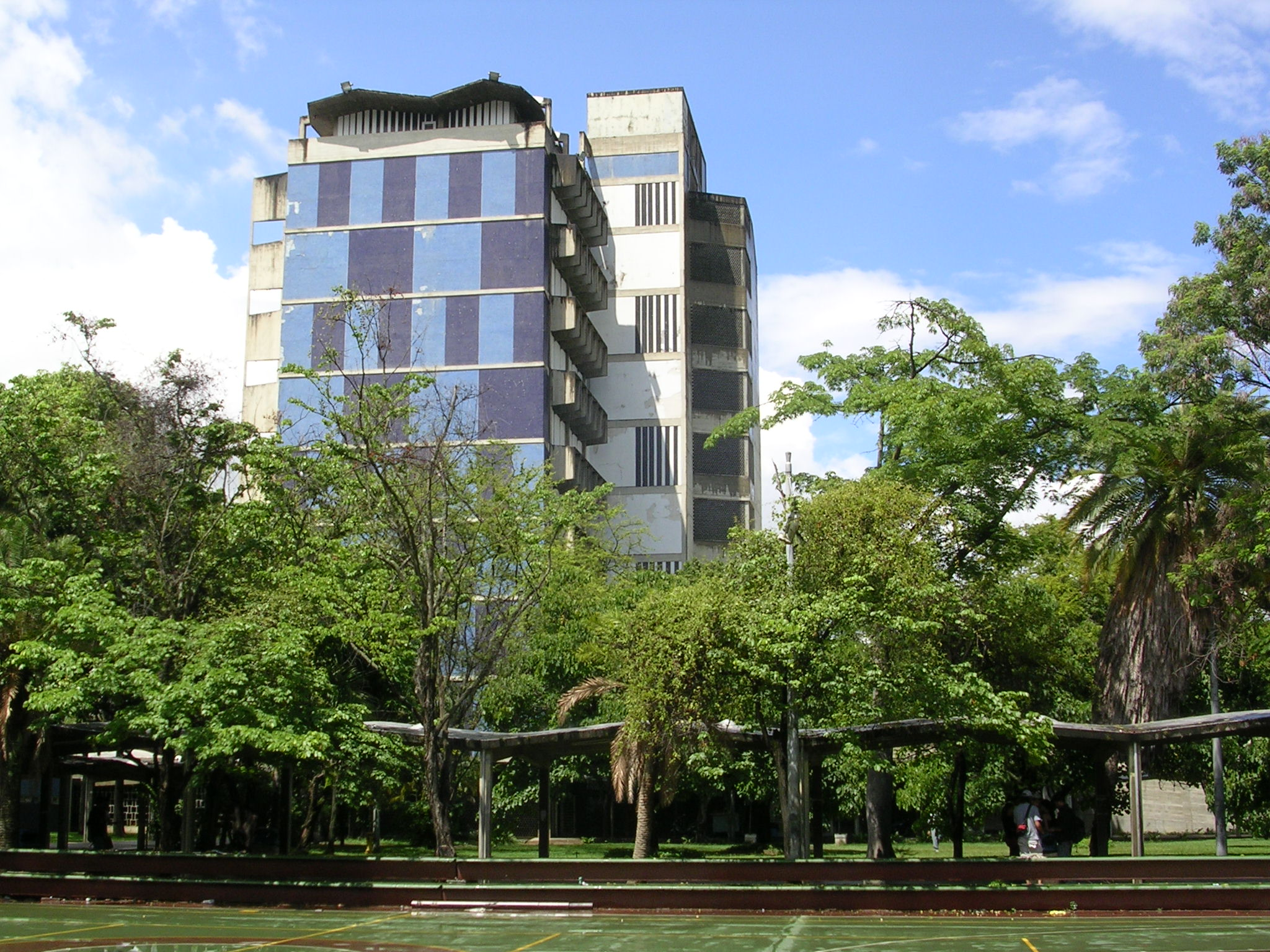
Carlos Raúl Villanueva Universität, Caracas 1950–1959
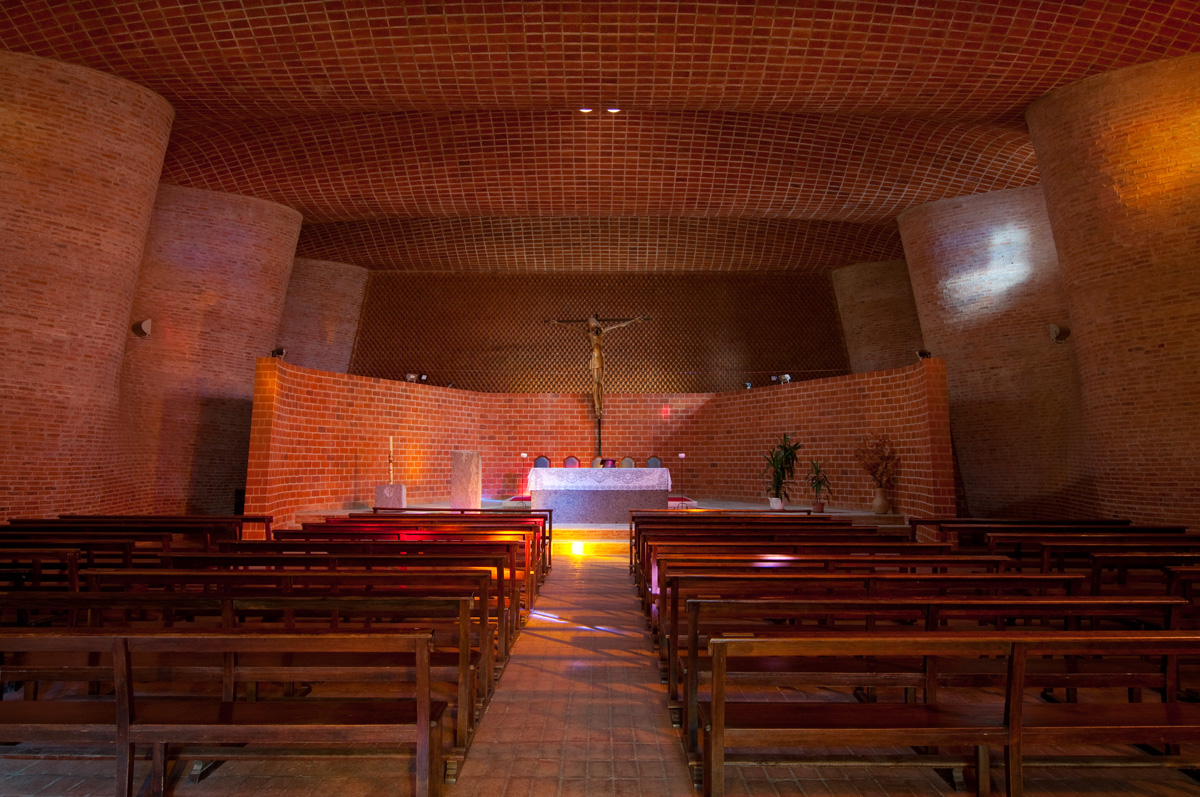
Eladio Dieste „Cristo Obrero“-Kirche, Atlántida (Uruguay) 1958–1960
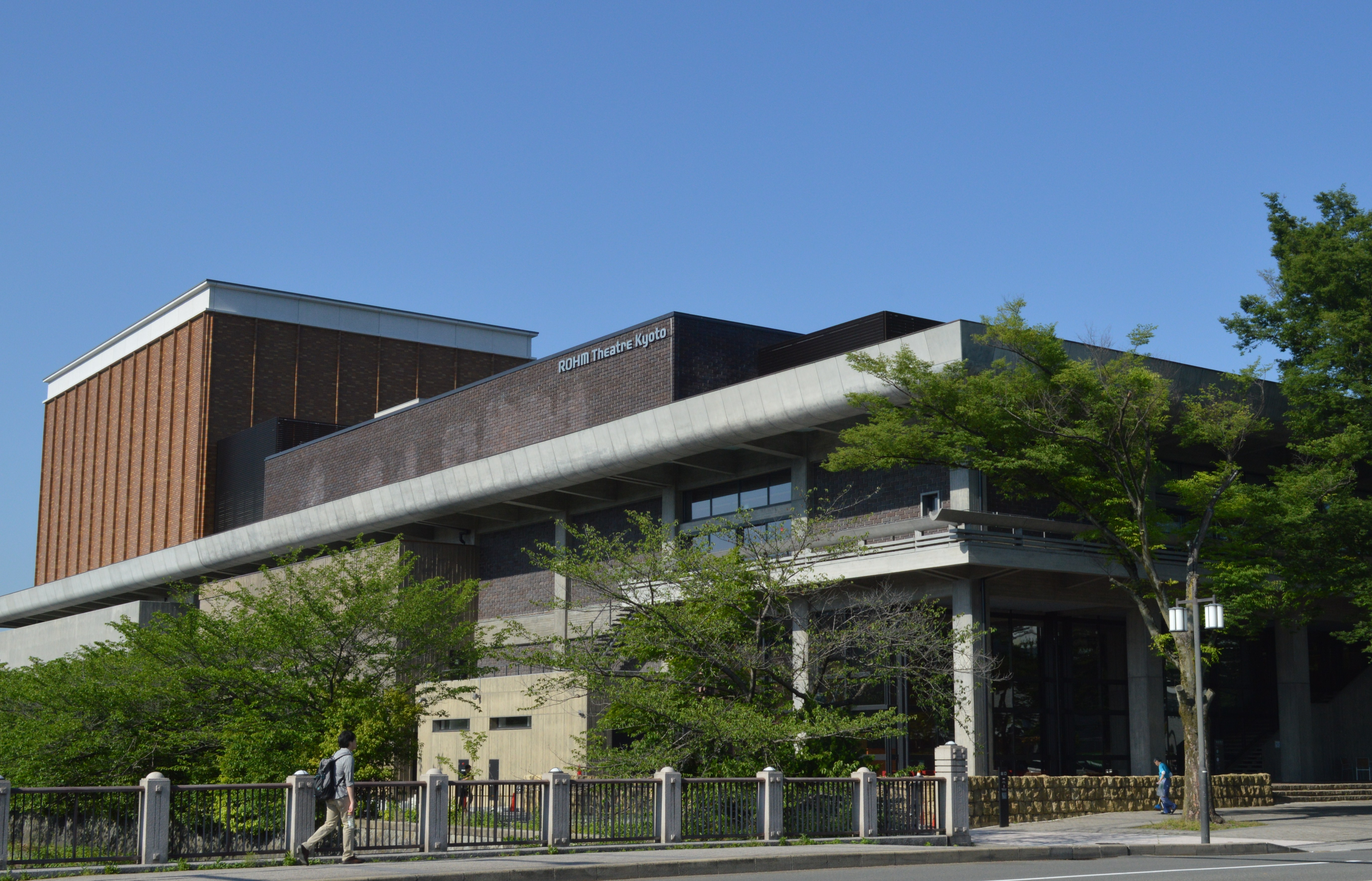
Maekawa Kunio Kyoto Kaikan, Kyōto 1958–1960
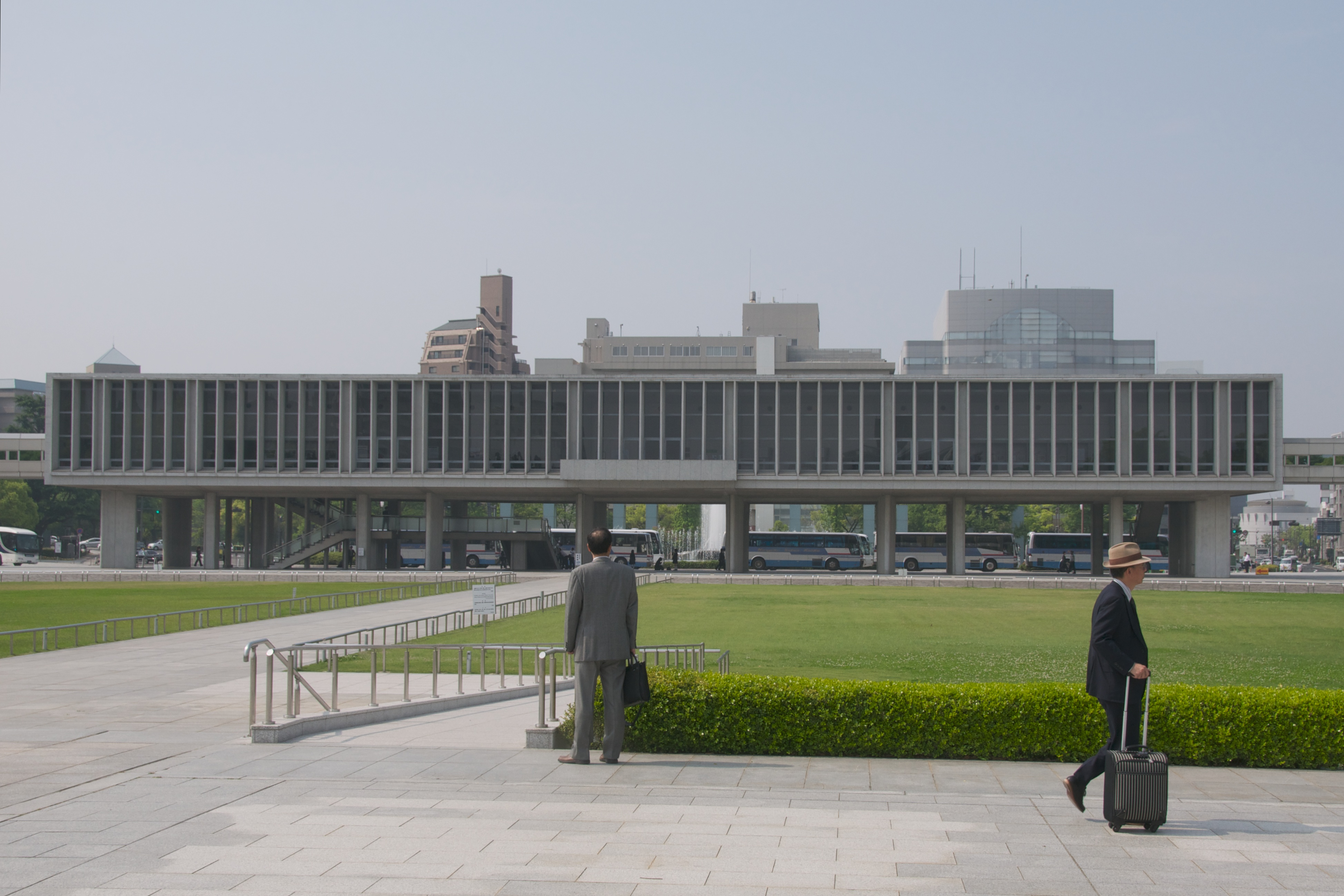
Kenzō Tange Friedensmuseum Hiroshima 1949–1955
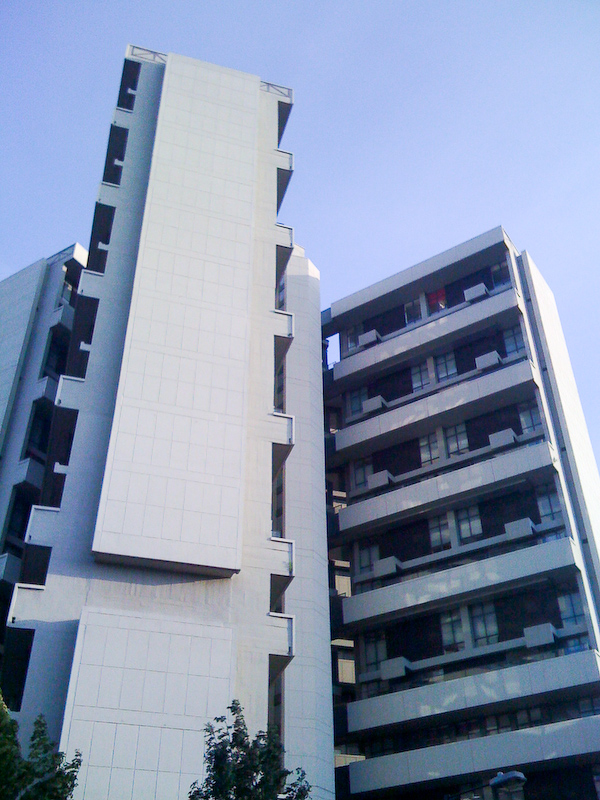
Denys Lasdun Keeling House, London 1952–54
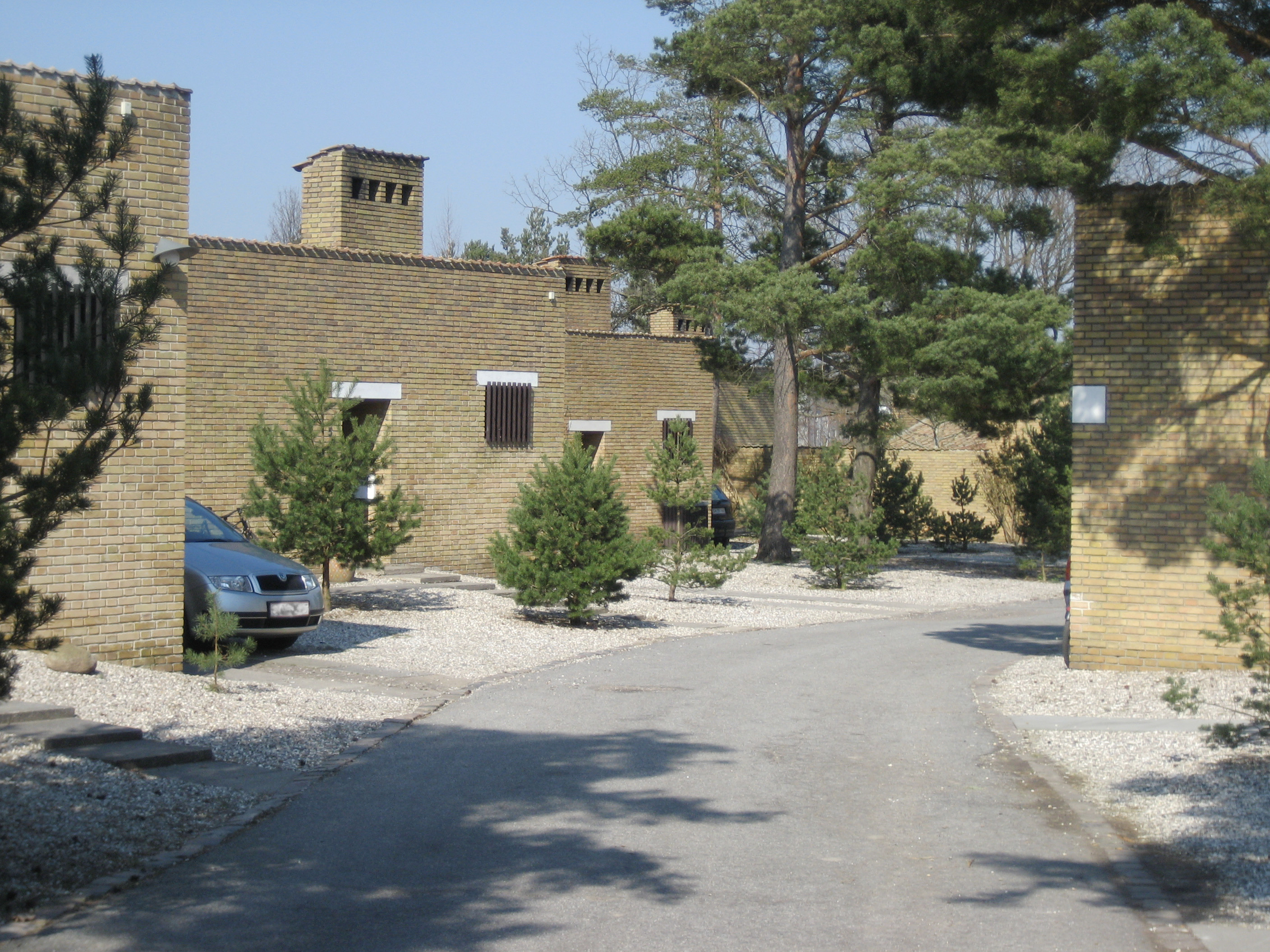
Jørn Utzon, Siedlung Kingo, bei Helsingør 1959–1960
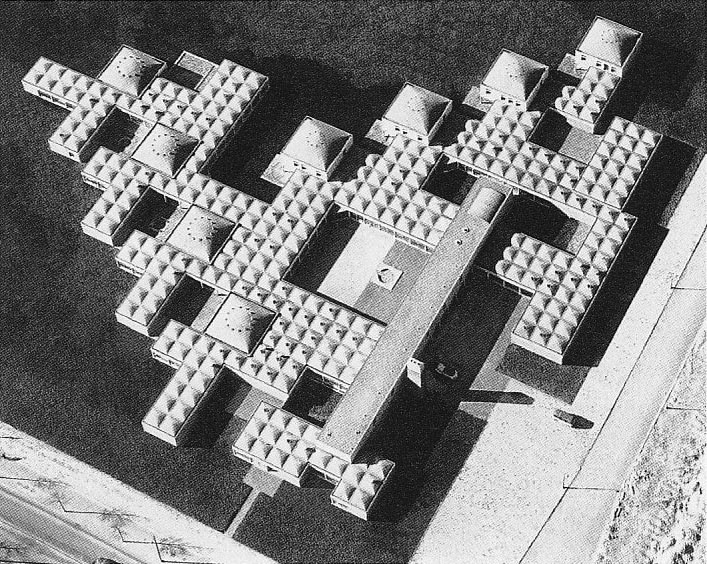
Aldo van Eyck, Waisenhaus in Amsterdam, Strukturalismus, 1957–1960
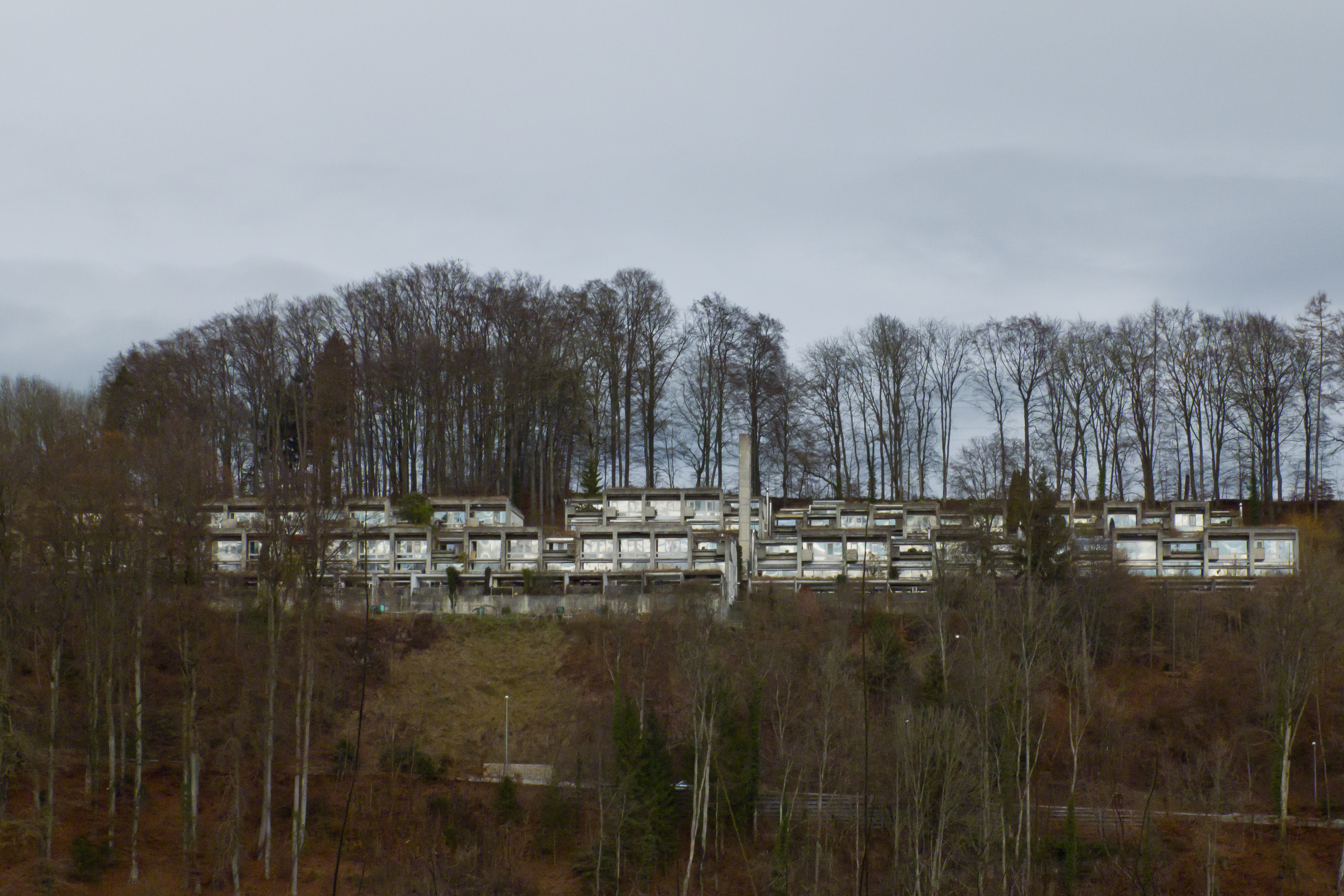
Atelier 5, Siedlung Halen, Herrenschwanden bei Bern, 1955–1962
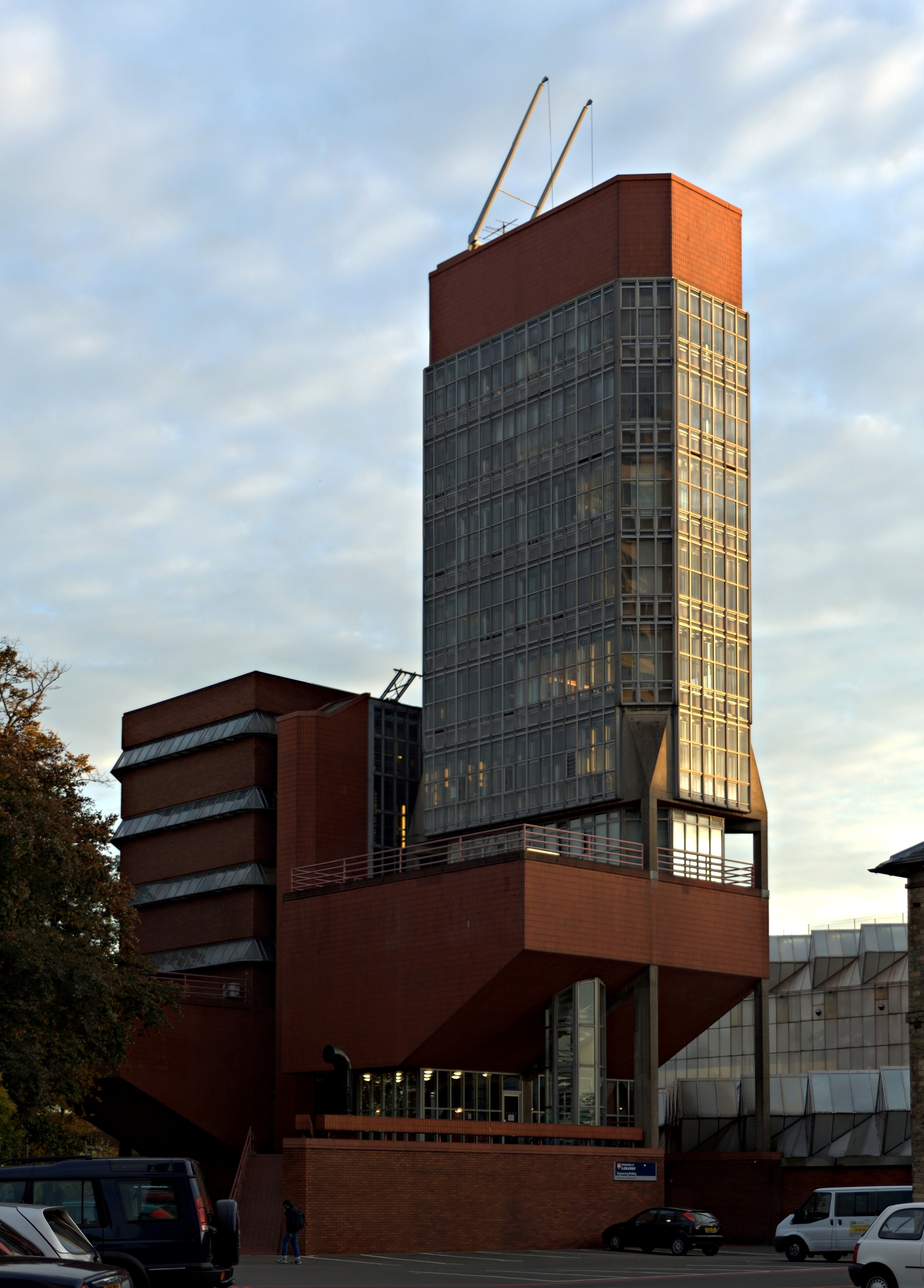
James Stirling, Engineering Building Universität von Leicester, 1959–1963
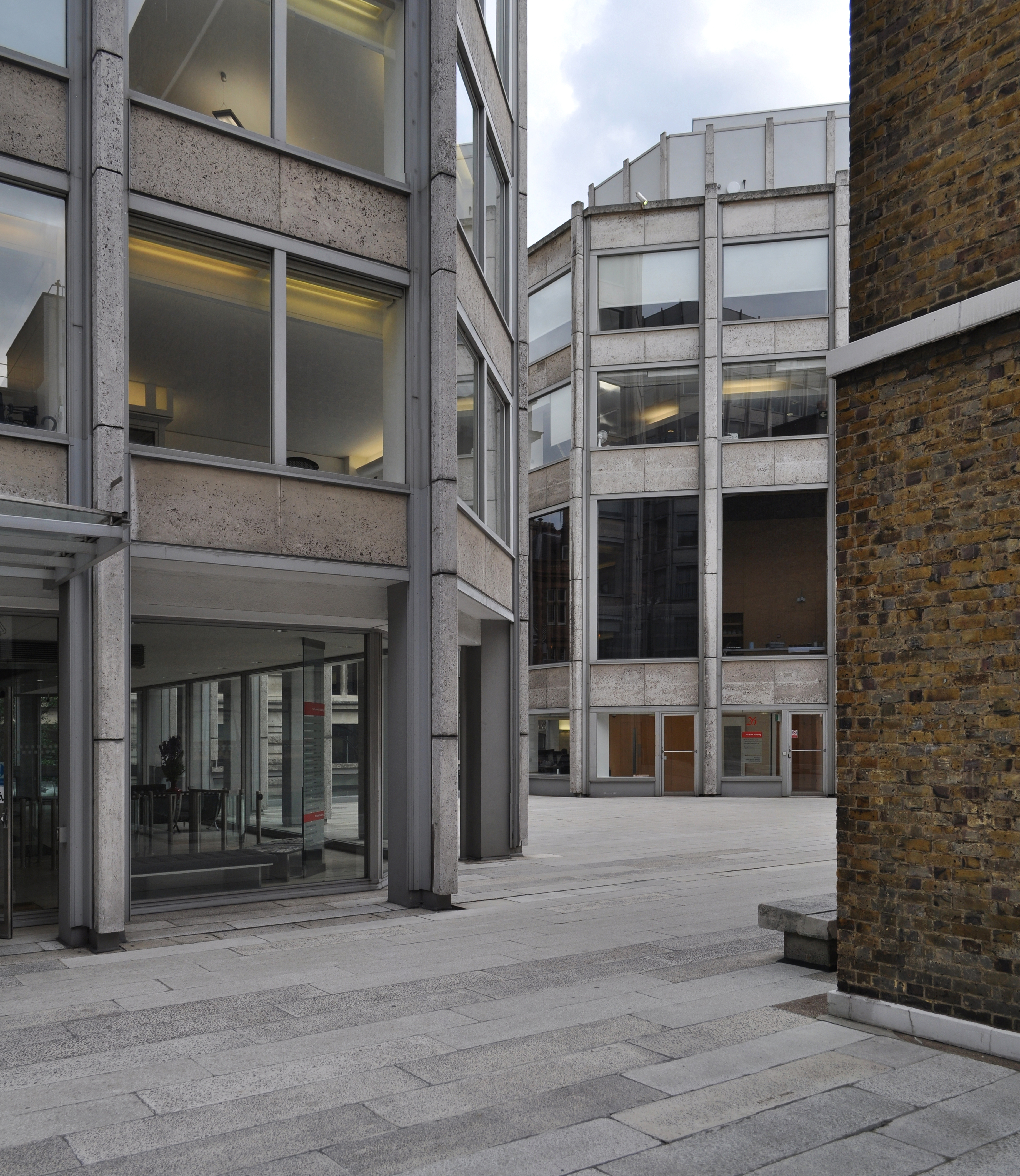
Peter und Alison Smithson, The Economist Building, London 1959–1964
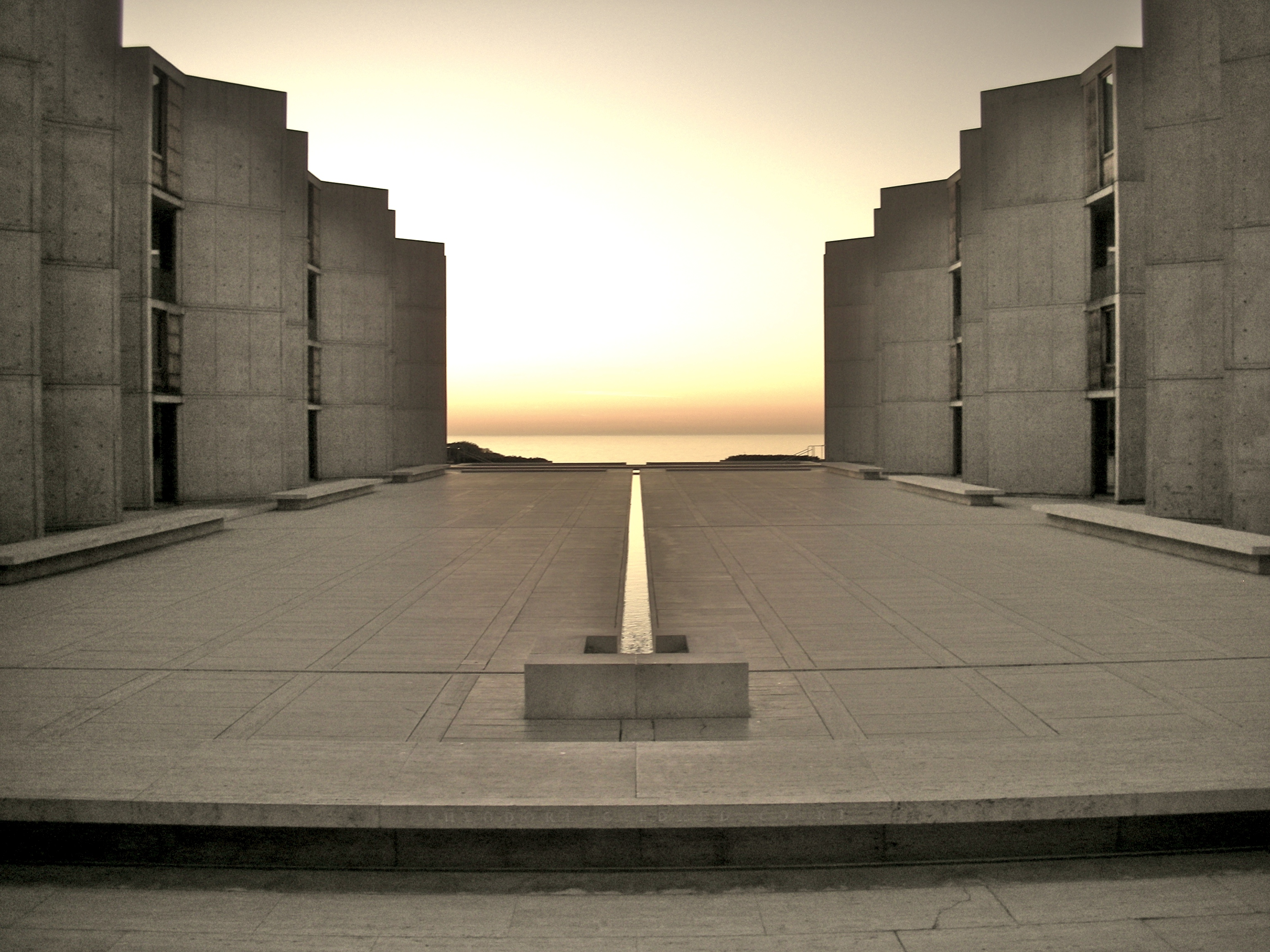
Louis I. Kahn, Salk Institute for Biological Studies, La Jolla 1959–1965
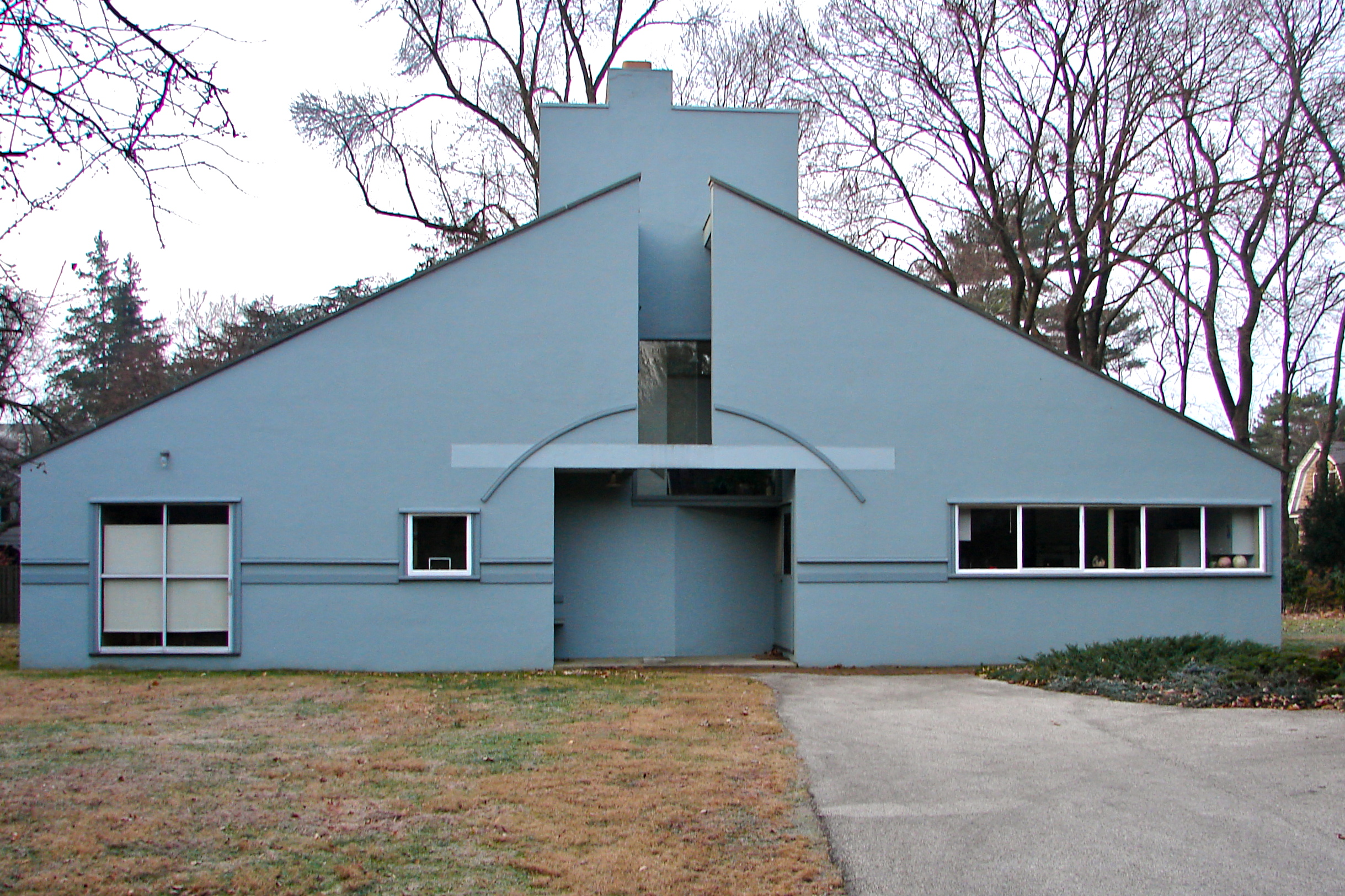
Robert Venturi, Haus Vanna Venturi Philadelphia 1963